# Club Atlético Peñarol
El Club Atlético Peñarol es un club de Montevideo, Uruguay. Toma su nombre del barrio Peñarol, ubicado al noroeste de la ciudad. Actualmente se desempeña en la Primera División de Uruguay.
Su origen data del 28 de septiembre de 1891, con el surgimiento del Central Uruguay Railway Cricket Club (conocido por su acrónimo CURCC). Hubo un primer intento para cambiar el nombre a CURCC Peñarol, pero la directiva del CURCC rechazó la propuesta por 25 votos contra 12. El 13 de diciembre de 1913 pasó a llamarse Peñarol, adoptando el nombre definitivo de Club Atlético Peñarol el 12 de marzo de 1914. Algunos investigadores, en cambio, sostienen que si bien Peñarol heredó del CURCC su tradición y existe una continuidad sociológica entre ambos, jurídicamente son dos instituciones diferentes, puesto que el CURCC siguió existiendo hasta el año 1915 (aunque como mera dependencia recreativa para los empleados de la empresa de ferrocarriles), y vendió sus bienes donando el dinero obtenido al Hospital Británico, y por lo tanto la fecha de fundación del club sería el 13 de diciembre de 1913. Este es el origen de la discusión sobre el decanato.
A pesar de que los colores del CURCC eran originalmente negro y naranja, Peñarol a lo largo de su historia siempre se ha identificado con el amarillo y el negro, tomados de la Locomotora Rocket y representativos del gremio ferroviario en general. A través de su historia ha incursionado en diversos deportes, destacándose en el baloncesto y el ciclismo. A pesar de ello, su dedicación ha sido casi exclusiva al fútbol, deporte por el cual ha obtenido un amplio reconocimiento.
El club disputa sus partidos de local en el estadio Campeón del Siglo, inaugurado a fines de marzo de 2016 y con capacidad para 40 005 espectadores. Se ubica sobre la Ruta 102 entre Camino Mangangá y Camino de los Siete Cerros, en el departamento de Montevideo. Anteriormente Peñarol ejerció por varias décadas su localía en el estadio Centenario, de propiedad municipal. El club también tiene un estadio de básquetbol (Palacio Contador Gastón Guelfi) y su campo de entrenamiento (Complejo Deportivo Washington Cataldi).
A nivel local, en la era profesional Peñarol ha ganado 42 torneos, y considerando la era amateur y los torneos obtenidos por el CURCC, ha ganado 51 títulos. Adicionalmente, Peñarol se consagró campeón de la Federación Uruguaya de Football (FUF) en 1924 y del Torneo del Consejo Provisorio en 1926. En el plano internacional, es el tercer club que en más ocasiones se ha adjudicado la Copa Libertadores, cinco veces, y el primero en obtener por tercera vez la Copa Intercontinental, galardón que comparte con otros cuatro clubes. Además de obtener la Supercopa de Campeones Intercontinentales en una ocasión.
Su clásico rival en el fútbol uruguayo es Nacional. Esta es una de las rivalidades más antiguas del fútbol y más gloriosas (8 títulos de Libertadores y 6 Copas Intercontinentales entre ambos), con ventaja para Peñarol en el historial.
En septiembre de 2009 fue declarado como el Club del Siglo de América del Sur por la Federación Internacional de Historia y Estadística de Fútbol (IFFHS) con 531,00 puntos, superando a Independiente de Argentina (426,50) y Nacional (414,00).

## Historia

### Amateurismo (1891-1931)

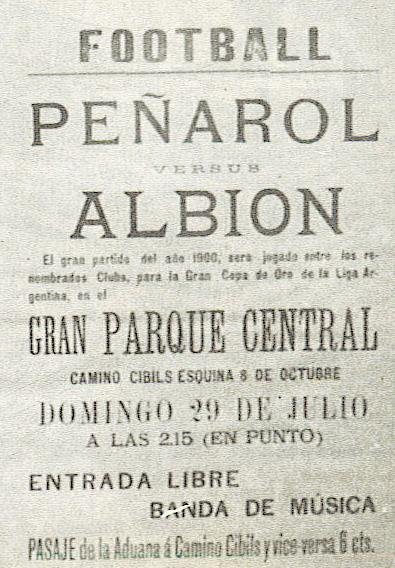
Afiche de un partido entre Peñarol (CURCC) y Albion en 1900.

El CURCC fue fundado el 28 de septiembre de 1891, debido al impulso de empleados y obreros del Central Uruguay Railway Company of Montevideo, Limited (CUR), compañía de propiedad inglesa que operaba en Uruguay desde 1878. De los 118 miembros impulsores del club, 72 eran de nacionalidad inglesa, 45 uruguayos y uno alemán. Debido a lo complicado que resultaba el nombre de la institución para la época —Central Uruguay Railway Cricket Club— el club fue habitualmente conocido como CURCC o Peñarol, este último en referencia a la localidad del mismo nombre ubicada a 10 kilómetros de Montevideo, —cuyo nombre a su vez deriva de la localidad italiana de Pinerolo en la región de Piamonte— y en donde se encontraban las instalaciones del CURCC y el club en aquellos años. El primer presidente de la novel institución fue Frank Henderson, quien permaneció en dicho cargo hasta 1899.
En 1892, el CURCC incorporó el fútbol a sus prácticas deportivas, dejando de esta manera relegados al rugby y al cricket, deportes que habían tenido preponderancia en el club hasta ese momento. El primer encuentro disputado por el club de fútbol fue frente a un combinado de alumnos del English High y finalizó con victoria del CURCC por 2-0. En 1895, el club escogió como capitán a Julio Negrón, siendo este el primer futbolista uruguayo del club en ostentar dicha distinción, ya que hasta ese instante solamente jugadores ingleses habían liderado al equipo.
En 1900 el CURCC fue una de las cuatro entidades fundadoras de la Uruguay Association Football League, debutando en la competencia oficial de esta, el 10 de junio, frente al Albion Football Club con victoria por 2-1. En dicha temporada el CURCC se adjudicó por primera ocasión el Campeonato Uruguayo, logro que repitió en 1901, 1905 y 1907. Sin embargo, en 1906 asumió la administración del CUR Charles W. Bayne quien rechazó presidir la sección de fútbol de la empresa debido a los continuos problemas económicos y laborales que esta acarreaba, siendo este el punto de partida de una serie de conflictos entre la empresa y el CURCC que finalizarían con la escisión de este en 1913.

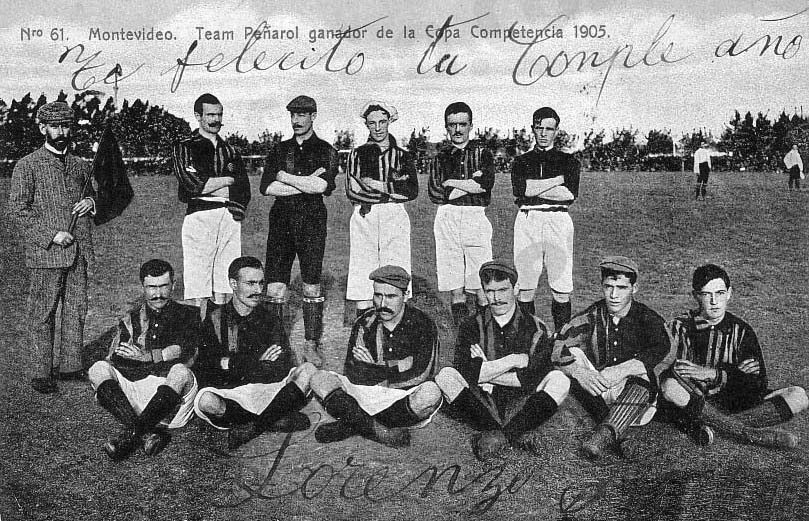
El equipo CURCC en 1905.

El 19 de septiembre de 1908, el club se retiró de la Liga Uruguaya molesto por la decisión de no repetir el encuentro frente el F.C. Dublín, en el que el CURCC cayó por 2-3 en condición de visitante, derrota que a juicio del club se debió a errores arbitrales, provocados por la presión del público local sobre el juez del partido. Tras retornar a la competencia en 1909, los desencuentros entre el CUR y el club se acentuaron después de que un grupo de hinchas del equipo de Peñarol quemase uno de los vagones que se utilizaban para transportar a los jugadores de equipos rivales.
Luego de un nuevo campeonato en 1911, al año siguiente se organizó una comisión de estudio con el fin de reformar los estamentos del CURCC. Entre las propuestas se incluyó la mayor participación de socios que no fuesen empleados del CUR, así como el cambio de nombre de la institución a "CURCC Peñarol". En junio de 1913, la asamblea directiva del CURCC desestimó estas propuestas; el motivo principal de esta decisión fue que la empresa deseaba disociar al club de la Villa Peñarol a causa de los perjuicios que en torno a esta se habían formado, relacionados principalmente con la violencia. No obstante, de acuerdo a la versión oficial, en noviembre de ese año el CURCC aprueba la entrega de la sección de fútbol a los socios en vista de la intención de estos de continuar con el club, aunque este fuese disuelto, petición que había sido entregada por estos al CURCC el 15 de noviembre de 1913. Finalmente el 13 de diciembre de ese mismo año, la sección de fútbol se separó completamente de la empresa, conservando el nombre de CURCC Peñarol.
Es en este punto donde surge el principal dilema, donde la versión oficial del club es que CURCC Peñarol sería la continuación histórica de la sección de fútbol del club fundado en 1891. Esto fue en general aceptado hasta los festejos de Peñarol por su cincuentenario en 1941, cuando a partir de editoriales publicadas en el diario El País comenzó a opinarse que CURCC Peñarol constituyó desde un primer momento una entidad totalmente independiente, sin relación alguna con el CURCC, más allá de heredar su tradición. Esta postura fue asumida oficialmente por Nacional en ocasión de los festejos por parte de Peñarol de su centenario, en 1991, a través de un informe que pretende demostrar que jurídicamente el CURCC y Peñarol fueron dos instituciones diferentes. El CURCC desapareció definitivamente el 22 de enero de 1915, estipulando en su acta de disolución la cesión de parte de sus bienes al Hospital Británico. Esta controversia ha dado lugar a lo que se conoce como la discusión del decanato.

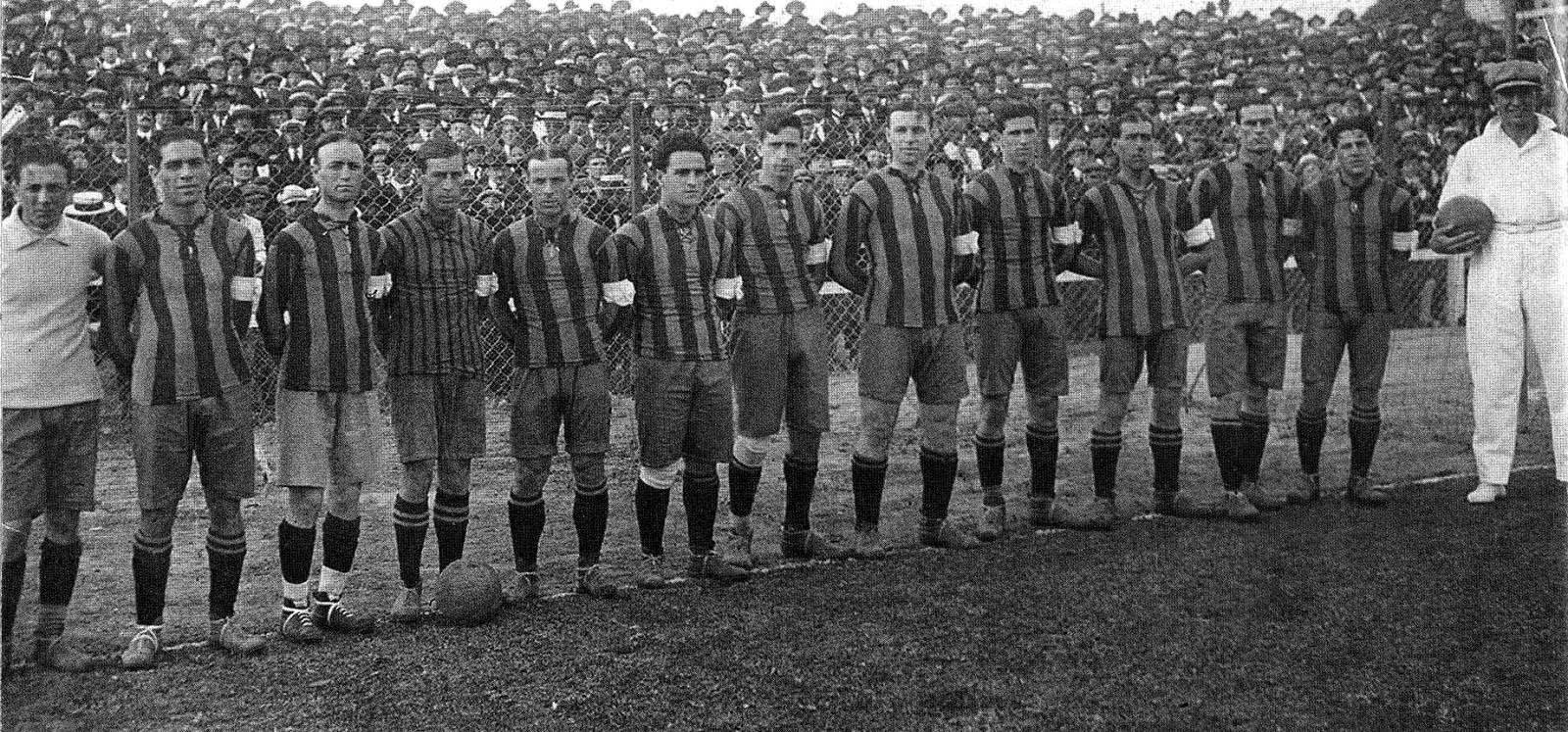
Plantel de Peñarol en 1921.

La Liga Uruguaya de Football, con la aprobación de todos los clubes que la integraban, tomó nota del cambio de denominación, según nota de la misma de fecha 17 de marzo de 1914, continuando el Club Atlético Peñarol ocupando el lugar del CURCC tanto en lo institucional como en lo deportivo. En sus primeros años bajo la denominación de Peñarol, el club no consiguió realizar grandes actuaciones, siendo durante este período el acontecimiento más importante la inauguración del estadio Las Acacias el 19 de abril de 1916. Los primeros campeonatos del club, con su nombre actual, llegaron en 1918 y 1920. En 1921 Peñarol, que había ganado el campeonato uruguayo anterior, quiso jugar la Copa Aldao con Racing (campeón de la Asociación Amateurs de Football) en lugar de enfrentar a Huracán (ganador de la Asociación del Fútbol Argentino), pero el artículo 7 de la Asociación no permitía que sus afiliados disputaran encuentros contra clubes de la disidente Asociación Amateur Argentina.
En septiembre de 1922, pocos días antes de viajar a Brasil para disputar la Copa América, Peñarol exigió a la AUF que la selección uruguaya no enfrentara a la argentina, que era defendida por jugadores que participaban en la AFA, afiliada a la FIFA. Peñarol amenazó que si la AUF mantenía su posición, no cedería a sus jugadores para el torneo. Finalmente la AUF mantuvo su postura, y fue a disputar la Copa América sin jugadores de Peñarol. En octubre de ese año, y ya con una grieta política establecida, Peñarol y Central pidieron autorización para jugar amistosos contra Racing e Independiente, la que fue negada por autoridades de la AUF, a pesar de advertir que en caso contrario abandonarían el Campeonato Uruguayo si no se les autorizaba. Finalmente, aurinegros y palermitanos disputan amistosos contra Avellaneda, Racing e Independiente, por lo que fueron desafiliados de la AUF, dando origen al cisma del fútbol uruguayo.

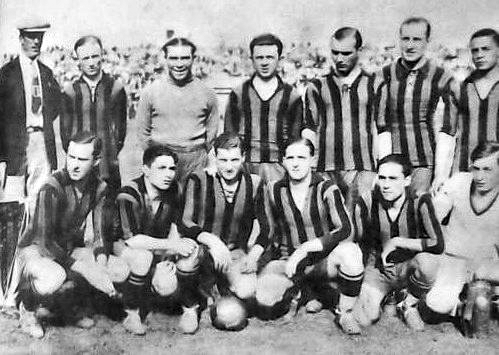
Jugadores aurinegros en 1929.

Mientras tanto, Peñarol y Central, reunidos en la sede carbonera, fundaron la Federación Uruguaya de Football, que organizara sus propios campeonatos de manera paralela a los de la AUF, y de la que se consagró campeón en 1924. Dentro de la FUF existieron varios equipos nuevos, muchos surgidos en honor a Peñarol, como "Peñarol del Plata", "Roland Moor" o "Roberto Chery Montevideo".
Luego de mantenerse durante tres años el Cisma y tras haber fracasado varios intentos de reunificación, una representación de la prensa de Montevideo solicitó la intervención mediadora del presidente de la república, José Serrato. El fallo, decretado en octubre de 1925, determinó que en 1926 se estableciera un Consejo Provisorio de Football Nacional para terminar con la grieta existente. En 1926, se realizó la Copa del Consejo Provisorio, competencia surgida para reunificar al fútbol uruguayo, conquistada por Peñarol.
Tras realizar por primera vez una gira por Europa en 1927, Peñarol volvió a alzarse con el Campeonato Uruguayo en 1928 y 1929. En este último año se declaró a Julio María Sosa como primer presidente honorario del club. Al año siguiente, Peñarol disputó por primera vez un partido oficial en el Centenario de Montevideo, el cual finalizó con victoria por 1-0 sobre Olimpia.

### Profesionalismo (1932-presente)

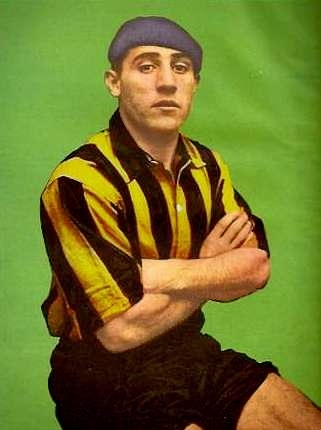
Severino Varela campeón uruguayo con Peñarol en 1938.

En 1932 la Liga Uruguaya de Football instauró oficialmente el profesionalismo, siendo el debut de Peñarol frente a River Plate. Ese mismo año obtuvo su primer campeonato profesional tras acumular 40 puntos, cinco por encima de su más cercano perseguidor, Rampla Juniors. Luego de ubicarse segundo en las temporadas 1933 y 1934, Peñarol ganó el primero de cuatro campeonatos de manera consecutiva, entre 1935 y 1938, además del Torneo Competencia en 1936.[cita requerida]
Los años 1940 comenzaron con Peñarol ubicándose nuevamente en la segunda posición, situación en la que se mantuvo hasta 1943. Al año siguiente, volvió a ganar el Campeonato Uruguayo al derrotar en doble partido de definición a Nacional, 0-0 y 3-2. En 1945 el club repitió el título esta vez con Nicolás Falero y Raúl Schiaffino como goleadores del torneo con 21 conquistas y volvería a quedarse con el título en 1949, sacando 4 puntos de ventaja por sobre Nacional y con Óscar Míguez como máximo anotador del torneo.
Luego de posicionarse segundo en 1950, Peñarol fue nuevamente campeón de Uruguay en 1951, año en que además licitó las obras para la construcción del Palacio Peñarol, el cual fue finalmente inaugurado en 1955.[cita requerida] La década de 1950 continuó con la obtención de los campeonatos nacionales en 1953, 1954, 1958 y 1959, destacando las figuras de Juan Hohberg, Juan Romay y Julio César Abbadie.[cita requerida]

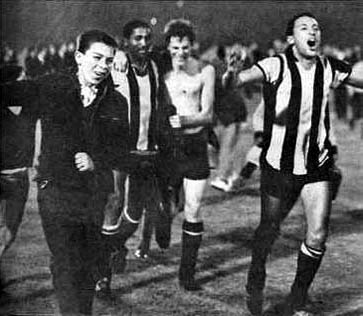
Peñarol, campeón de la Copa Libertadores de América en 1966.

En 1960 Peñarol clasificó a la recién creada Copa Libertadores, conocida en ese entonces como Copa de Campeones de América.[cita requerida] En esta competición se consagró campeón en sus dos primeras ediciones luego de batir respectivamente a Olimpia de Paraguay en 1960 y Palmeiras de Brasil en 1961. En la segunda parte del año, se adjudicó por primera vez en su historia la Copa Intercontinental en su segunda edición, al derrotar al Benfica de Portugal por 2-1 en el encuentro decisivo. Durante este período, además, la institución ganó el Campeonato Uruguayo en 1960, 1961 y 1962, lo que le valió obtener el primer quinquenio de su historia 1958-1962).[cita requerida]
Tras una temporada sin títulos, Peñarol obtuvo el Campeonato Uruguayo en 1964 y 1965,[cita requerida] así como una nueva Copa Libertadores en 1966, al derrotar a River Plate por 4-2. Ese año también obtuvo su segunda Copa Intercontinental tras superar al Real Madrid por 2-0, tanto en el Centenario como en el Santiago Bernabéu. En los siguientes años, continuó acumulando logros a nivel nacional e internacional, destacándose la obtención de los campeonatos nacionales de 1967 y 1968, y de la Supercopa de Campeones Intercontinentales en 1969, certamen que agrupó a los clubes sudamericanos que hasta ese momento habían ganado la Copa Intercontinental.[cita requerida] Adicionalmente, durante este intervalo, consiguió el invicto más prolongado en la historia del Campeonato Uruguayo, el cual se extendió por 56 partidos entre el 3 de septiembre de 1966 y el 14 de septiembre de 1968. Entre los futbolistas que pasaron por el club durante estos años, destacaron los nombres del ecuatoriano Alberto Spencer, goleador histórico de Peñarol por encuentros internacionales, Juan Joya Cordero, y Pedro Rocha.[cita requerida]
En 1970, Peñarol alcanzó nuevamente la final de Copa Libertadores, en la cual cayó derrotado por Estudiantes de La Plata. Cabe resaltar que en aquel torneo el club logró la mayor goleada en la historia de la competición, luego de batir a Valencia de Venezuela por 11-2.[cita requerida] Posteriormente, con Fernando Morena como principal figura, el club obtuvo el Campeonato Uruguayo en 1973, honor que repitió en los dos años siguientes. Luego de posicionarse segundo en 1976 y 1977, Peñarol ganó su trigésimo quinto Campeonato Uruguayo en 1978, temporada en la que Fernando Morena marcó dos récords, el de mayor número de goles convertidos en una temporada (36) y el de la mayor cantidad de anotaciones en un partido, cuando convirtió 7 frente a Huracán Buceo el 16 de julio de 1978. La década de los años 1970 se cerró de buena manera con la obtención de un nuevo campeonato nacional. Durante este período, Morena además se consagró como máximo goleador del Campeonato Uruguayo en seis ocasiones consecutivas, distinción que también alcanzó en la Copa Libertadores de los años 1974 y 1975.
Tras comenzar la década de los años 1980 ubicándose en el tercer lugar, en 1981 Peñarol se consagró nuevamente campeón uruguayo al superar por tres puntos a Nacional. En el equipo campeón destacaron las figuras de Fernando Morena y Rubén Paz, este último goleador del torneo con 17 tantos. La temporada siguiente, Peñarol obtuvo nuevamente la Copa Libertadores luego de superar a Cobreloa de Chile en condición de visitante por 1-0, con anotación de Fernando Morena, goleador del certamen continental con 7 tantos, a minutos del final del partido. En el segundo semestre, Peñarol repitió el Campeonato Uruguayo y se adjudicó por tercera vez en su historia la Copa Intercontinental, al vencer al Aston Villa de Inglaterra por 2-0.
Pese los problemas económicos que comenzó a sufrir la institución desde mediados de los años 1980, el club se adjudicó los títulos nacionales en 1985 y 1986,[cita requerida] además de la Copa Libertadores en 1987, al batir a América de Cali por 1-0 con gol de Diego Aguirre en el último minuto del alargue, cuando el empate le daba el campeonato al conjunto colombiano. Como curiosidad esta fue la tercera Copa Libertadores obtenida por el club en el estadio Nacional de Chile, tras las conseguidas en 1966 y 1982.

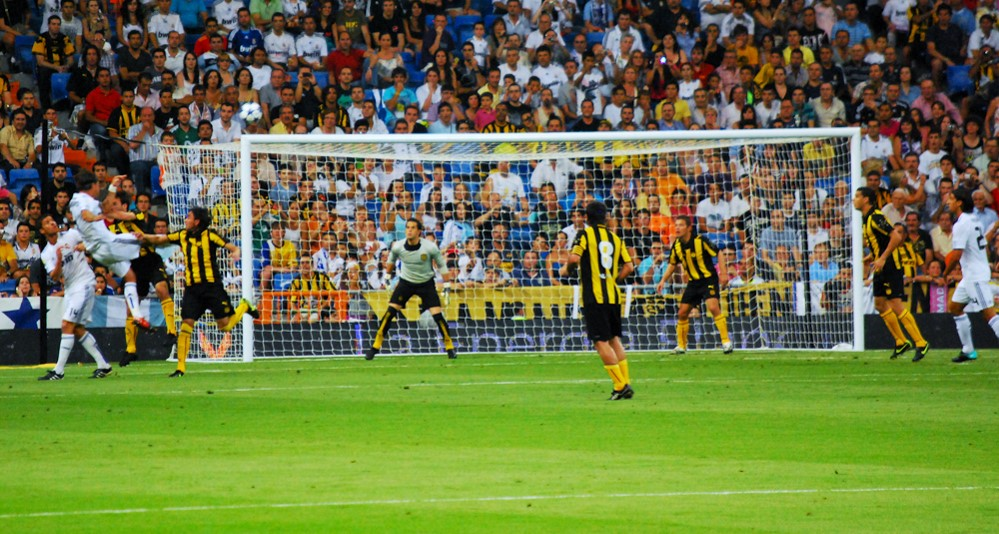
Amistoso frente al Real Madrid en el Santiago Bernabéu el 24 de agosto de 2010.

En el marco de una severa crisis en el plano deportivo e institucional, Peñarol conmemoró su aniversario número cien el 28 de septiembre de 1991, pese a la controversia surgida un año atrás con la conformación de la "Comisión del Decanato" por parte del Club Nacional de Football, que rechazó abiertamente la celebración del centenario, iniciando la polémica en torno a la fecha de fundación de Peñarol y su vinculación con el CURCC.[cita requerida] Con la incorporación de Pablo Bengoechea y bajo la conducción técnica de Gregorio Pérez, Peñarol consiguió solucionar sus problemas futbolísticos, consagrándose campeón durante cinco años consecutivos del Campeonato Uruguayo entre 1993 y 1997, en lo que fue el segundo quinquenio del club. Por otra parte, a nivel internacional el club alcanzó la final de la Copa Conmebol en 1993 y 1994. En el año 1999 volvió a coronarse campeón uruguayo esta vez con Julio Ribas en el banquillo luego de superar a Nacional por 2-1 el 13 de noviembre, en lo que se conoció como la 4x4 debido a que el equipo anotó en la segunda mitad de la temporada un total de 47 goles en 14 encuentros.[cita requerida]

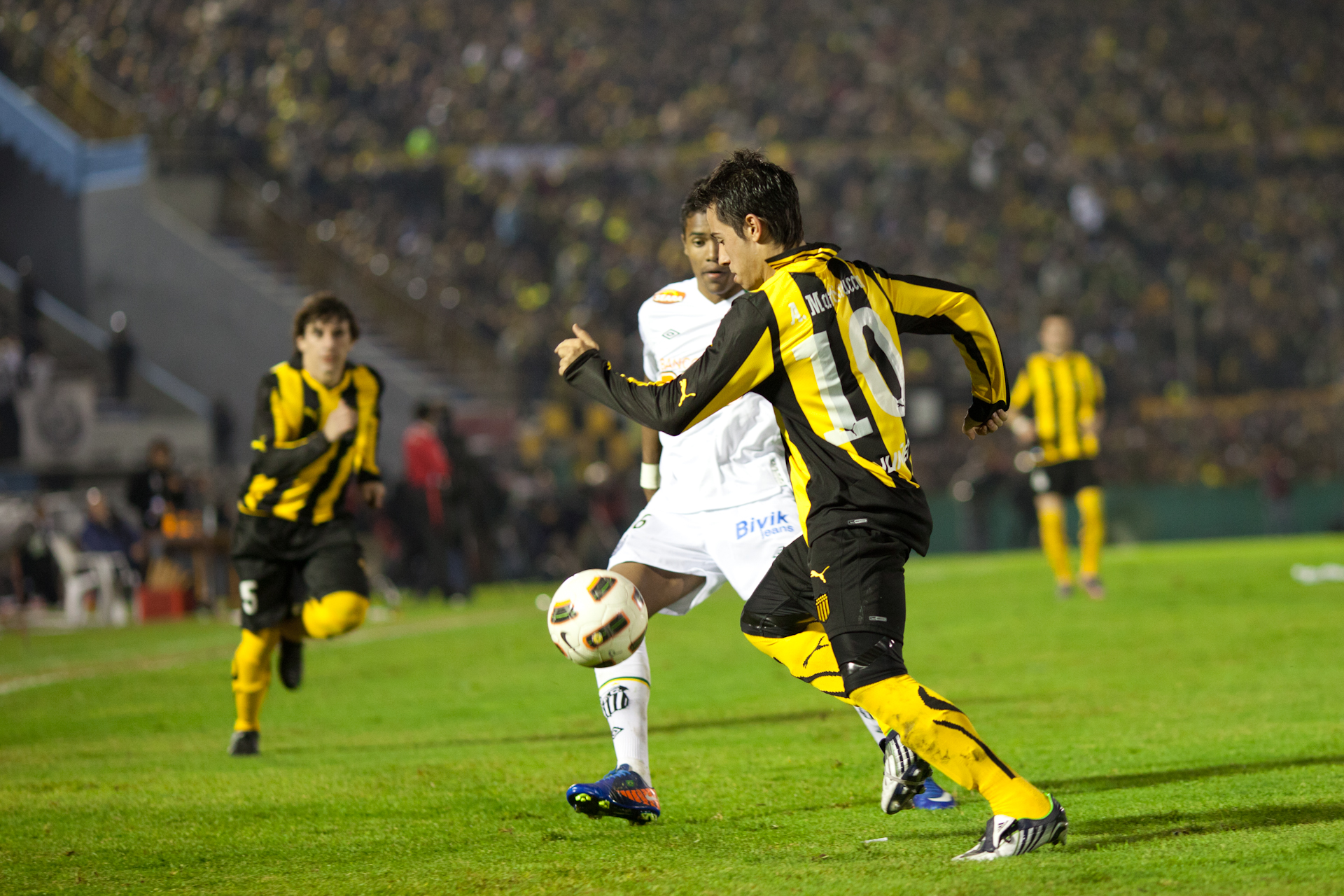
Partido de ida de la final de la copa Libertadores 2011 frente a Santos.

La primera década del siglo XXI comenzó con Peñarol ubicándose subcampeón del Campeonato Uruguayo, tras perder en la final del torneo frente a Nacional, mientras jugadores de ambas instituciones permanecían en prisión luego de una pelea en el clásico del Clausura. En las dos temporadas siguientes, pese a realizar buenas presentaciones, Peñarol no consiguió acceder a la final del Campeonato Uruguayo, finalizando en la segunda posición de los torneos Apertura 2001, Apertura 2002 y Clausura 2002. A nivel dirigencial, durante este período se destacó la inauguración oficial del Museo del club el 28 de septiembre de 2001. En el año 2003, bajo la conducción técnica de Diego Aguirre y con un plantel en el que destacaban el delantero Carlos Bueno y el arquero paraguayo José Luis Chilavert, Peñarol volvió a adjudicarse el Campeonato Uruguayo luego de superar a Nacional por 1-0 el 4 de diciembre de 2003 en el Centenario. Luego de irregulares campañas el club volvió a coronarse campeón de la Primera División en la temporada 2009-10, tras ganar el Torneo Clausura de forma invicta, ganando 14 de los 15 partidos disputados en este, 12 de ellos de forma consecutiva. En la final del campeonato superó a Nacional, ganador del Torneo Apertura, por un marcador global de 2-1 con goles de Antonio Pacheco y de Matías Aguirregaray,[cita requerida] y junto con el torneo consiguió clasificar directamente a la fase de grupos de la Libertadores 2011, en la cual llegó hasta la final, cayendo frente al Santos por 2-1 en Brasil luego de empatar en cero en Montevideo.
Peñarol volvería a consagrarse campeón en la temporada 2012-13, tras ganar el Torneo Apertura de 2012, destacándose jugadores como Marcelo Zalayeta y Juan Manuel Olivera.Peñarol quedaría a un punto de punto en el Clausura de Defensor Sporting, disputaría una final por el Campeonato Uruguayo, teniendo ventaja tras ganar la tabla anual, lo que le permitiría la consagración   venciendo en un único partido al conjunto violeta 3-1, las 3 anotaciones del conjunto carbonero serían convertidos por Antonio Pacheco. La temporada de 2015-16 sería una temporada importante para el club, en 2015 se daría la llegada de Diego Forlán, ese mismo año el club obtendría el Torneo Apertura. En el siguiente año para el Torneo Clausura, estrenaría su estadio el Campeón del Siglo. Lograría ganar la tabla anual pero no el clausura, porque disputaría una final única, donde vencería 3-1 en el tiempo extra a Plaza Colonia, proclamándose Campeón del Uruguayo de esa temporada. En las temporadas 2017 y 2018 Peñarol se proclamaría bicampeón uruguayo tras ganar ambos campeonatos consecutivos, se distarían jugadores como Cristian Rodríguez en su retorno al club, Walter Gargano y la llegada del argentino Maximiliano Rodríguez. A su vez en la temporada 2018 club obtendría  el título de la  Supercopa Uruguaya en la primera edición de la misma, venciendo Nacional a su clásico rival por 3-1. Para la temporada 2021 disputaría la Copa Sudamericana donde se mediría nuevamente ante su clásico rival en octavos de final, superando al mismo y avanzado hasta semifinales de la competencia internacional. terminaría la temporada con el título uruguayo, logrando el Torneo Clausura y posteriormente venciendo en una nueva instancia al conjunto de Plaza Colonia.

### Datos históricos del club

#### Era amateur

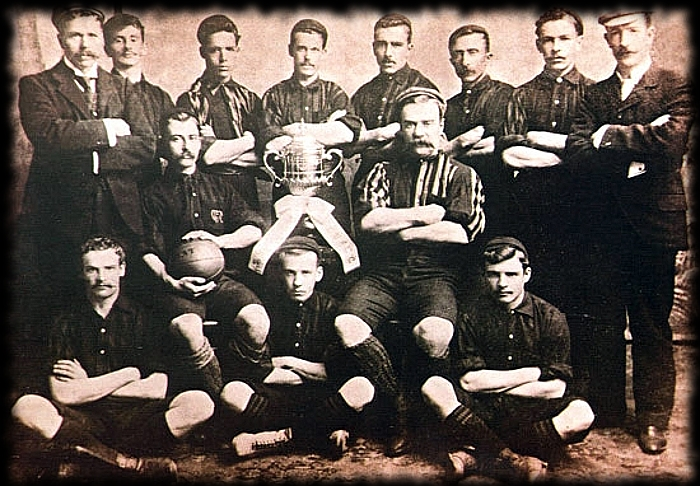
Plantel del CURCC en 1900.

Peñarol disputó un total 26 temporadas de la Uruguay Association Football League desde su comienzo en 1900 hasta el final de la era amateur del fútbol uruguayo en 1931, siendo su única ausencia entre 1923 y 1926, años en que estuvo desafiliado de la AUF.
Durante este etapa, el club se consagró campeón del Campeonato Uruguayo en nueve oportunidades, siendo sus mejores participaciones en los años 1900 y 1905, temporadas en las se adjudicó el título sin conocer la derrota. Adicionalmente, el club también finalizó invicto en los años 1901, 1903 y 1907. Por otro lado, su peor participación fue en 1908, temporada en la que se retiró de la Liga Uruguaya tras haber disputado solo 10 partidos, siendo los 8 restantes adjudicados a sus rivales. Por otra parte, la mayor goleada registrada por el club aconteció en este período, en 1903, tras derrotar a Triunfo por 12-0.
En cuanto a los campeonatos organizados por la FUF, consiguió el segundo puesto en 1923, temporada en la que alcanzó la cifra de 100 goles convertidos, y fue campeón en 1924, siendo su mejor resultado en los torneos la victoria por 10-0 sobre Roberto Cherry en el suspendido Campeonato Uruguayo de 1925.

#### Era profesional

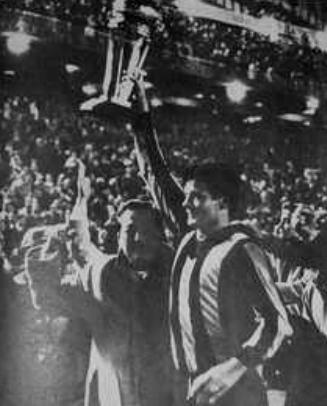
Peñarol fue el primer club del mundo en consagrarse tres veces campeón de la Copa Intercontinental.

Desde el inicio de la era profesional en 1932, Peñarol y Nacional han sido los únicos dos clubes en participar en cada una de las temporadas del Campeonato Uruguayo. Adicionalmente, Peñarol es el equipo uruguayo que acumula el mayor número de títulos de Primera División, con 40 conquistas entre 1932 y 2018, así como el club que en más oportunidades se coronó campeón de manera invicta durante el profesionalismo 1949, 1954, 1964, 1967, 1968, 1975 y 1978). Sus mejores participaciones fueron en los años 1949 y 1964, temporadas en las que finalizó el campeonato con 94,44 % de rendimiento, mientas que su peor campaña tuvo lugar en la temporada 2005-06 tras finalizar en la decimosexta ubicación, obteniendo un 32,32 % de los puntos en disputa. Sin embargo, es necesario señalar que el club fue penalizado por la AUF con una reducción de 12 puntos, producto de incidentes provocados por un grupo de hinchas luego de un encuentro frente a Cerro.
Por otro lado, la mayor goleada conseguida por Peñarol en competencias nacionales fue el triunfo por 9-0 frente a Rampla Juniors en 1962, mientras que la peor derrota se produjo el 14 de diciembre de 1941 luego de caer ante Nacional por 0-6. A nivel internacional, obtuvo su mejor resultado tras vencer por 11-2 al Valencia de Venezuela el 15 de marzo de 1970, siendo su peor resultado la derrota por 0-6 ante Olimpia de Paraguay el 10 de diciembre de 1990 por la Supercopa Sudamericana.
De igual forma, Peñarol es poseedor de diversos récords tanto en el fútbol uruguayo como en el internacional, muchos de los cuales se mantienen hasta la actualidad. A nivel local, Peñarol consiguió el mayor invicto registrado en la historia del Campeonato Uruguayo, que se extendió por 56 partidos entre el 3 de septiembre de 1966 y el 14 de septiembre de 1968, cuando cayó derrotado 0-2 ante Liverpool. Esta marca corresponde además al invicto más prolongado obtenido por algún club sudamericano en torneo profesional de Primera División y el segundo si se considera la etapa amateur, por detrás de Boca Juniors.
En el ámbito internacional, fue el primer club en lograr la Copa Libertadores de América, haciéndolo de manera invicta en 1960, certamen en el que posee además varios récords, entre ellos, es junto a Nacional el de más participaciones con 44, 15 de ellas consecutivas; la mayor cantidad de semifinales disputadas con 20 y junto a Boca Juniors la mayor cantidad de finales jugadas con 10; la mayor goleada histórica después de vencer por 11-2 al Valencia de Venezuela; y la llave con mayor diferencia de goles luego de superar en el marcador global por 14-1 al Everest de Ecuador (5-0 y 9-1). Asimismo, fue uno de los cinco cuadros que obtuvieron en tres oportunidades la Copa Intercontinental, siendo el primero de estos en conseguir tal marca.

## Uniforme

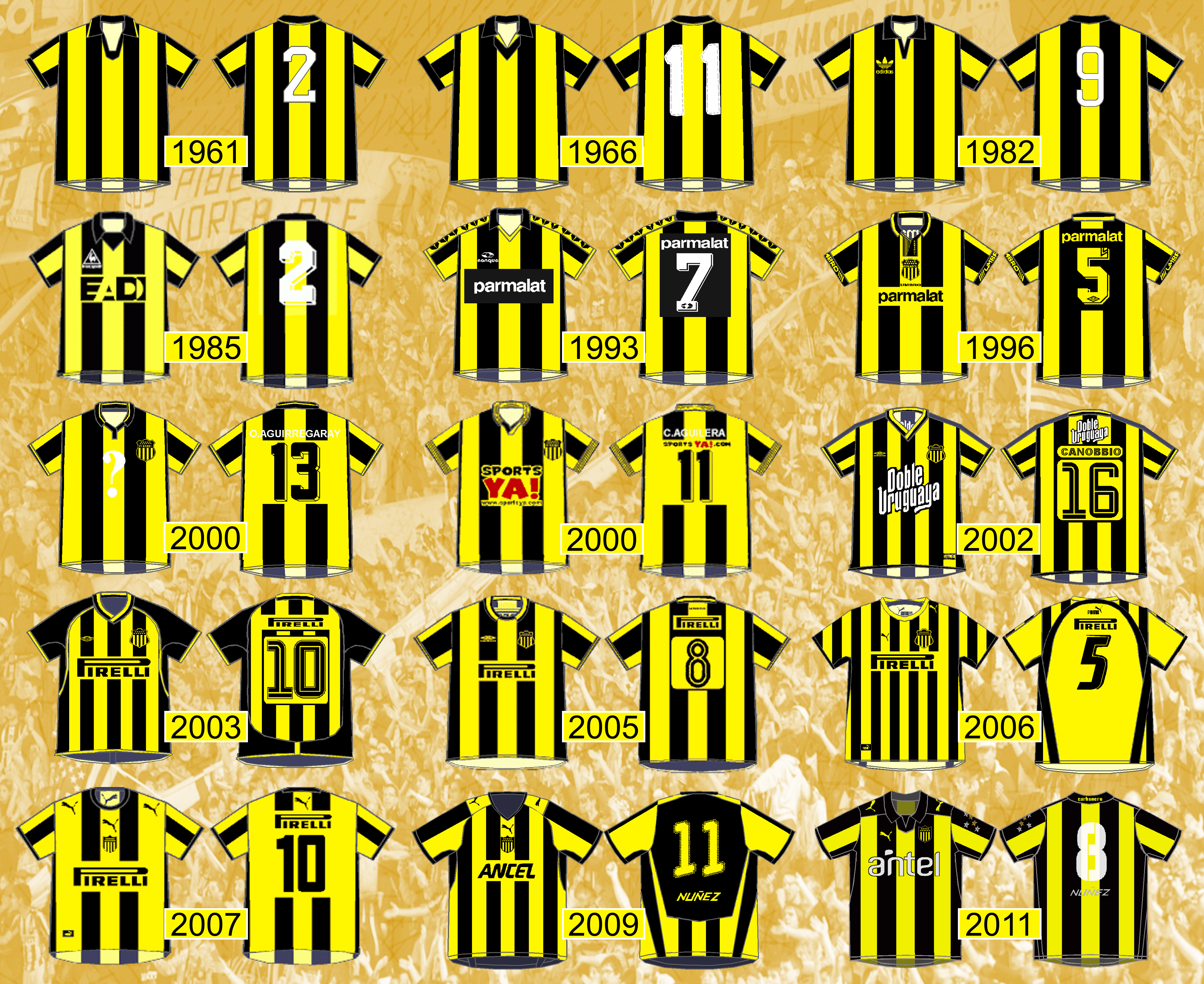
Algunas camisetas utilizadas por Peñarol en las últimas décadas.

### Uniforme titular
Desde sus inicios, los colores que han identificado al club son el amarillo y el negro, tomados de la Locomotora Rocket y representativos del gremio ferroviario en general.
La primera camiseta utilizada por el CURCC en 1891 consistió en una dividida en cuatro secciones cuadradas que alternaban entre anaranjado y negro. A partir del mismo año se utilizó, y por más tiempo, una camiseta que consistía en dos mitades verticales —negro a la derecha y a rayas anaranjadas y negras a la izquierda—, pantalón negro y medias de igual color.
La camiseta actual de Peñarol —camiseta listada amarilla y negra— data de 1910 y desde entonces se ha utilizado casi ininterrumpidamente con muy pocas variaciones, entre las que se pueden contar el color de las medias —alternando entre amarillas y negras—, el color del pantalón —amarillo en 2001—, así como algunas variaciones en la dirección de las franjas en la camiseta.
El uniforme de Peñarol varía históricamente tanto en la cantidad de bastones negros en su camiseta, como también en el color del short de su uniforme titular. Para determinados partidos, Peñarol continúa utilizando el short amarillo.
| Primer uniforme (CURCC) | Primer uniforme | Evolución de CURCC y Peñarol | Uniforme actual |

### Uniforme alternativo
En lo que respecta al uniforme alternativo, se cree que el primer uniforme utilizado fue una camiseta a cuadros en 1891, similar al uniforme titular utilizado dos años más tarde, a cuadros negros y anaranjados. Desde entonces se han utilizado diferentes modelos, entre los cuales se cuenta una camiseta a franjas horizontales en 1984, camiseta amarilla y pantalones negros en 1987, así como uniformes totalmente negros, grises o amarillos usados en las últimas décadas. Adicionalmente han sido utilizadas camisetas de distinto color para partidos internacionales, especialmente en la década de los años 1960 y 1970. En 2010 se comenzó a utilizar como alternativa una camiseta dorada con cuello negro. Como tercer uniforme fue utilizada la camiseta que en 1891 tenía como principal, dividida al medio, negra en la derecha y a rayas amarillas y negras a la izquierda.[cita requerida] El 4 de febrero de 2013 fueron presentados nuevos modelos, con un uniforme negro y otro amarillo como alternativos.
| Primer uniforme alternativo | (Ver evolución) | Uniforme alternativo actual |

### Tercer uniforme
Para partidos internacionales han sido utilizadas camisetas de colores gris, claramente distintos a los colores tradicionales. Esto sucedió especialmente en la década de 1960 y 1970. También, para determinados partidos, Peñarol ha utilizado short amarillo.
Como tercer uniforme, en conmemoración a los aniversarios del club, en algunas ocasiones se ha utilizado la camiseta que tenía el CURCC como principal, dividida al medio: negra en la derecha y a rayas amarillas y negras a la izquierda, o viceversa. También destaca la primera usada por el club, en 1891, dividida en cuatro secciones cuadradas alternadas entre amarillo y negro, replicada en 2011.
Desde 2013 se ha establecido en forma permanente, como tercera indumentaria, un uniforme completamente amarillo, presentado el 4 de febrero de ese año.
Uniformes especiales de aniversarios
| 1999 | 2011 | 2014 | 2015 | 2016 | 2017 | 2018 | 2020 |

### Proveedores y patrocinadores
| Período       | Proveedor      |
| ------------- | -------------- |
| 1978-1984     | Adidas         |
| 1984-1987     | Le Coq Sportif |
| 1987-1988     | Topper         |
| 1988-1991     | Puma           |
| 1991-1996     | Nanque         |
| 1996-1998     | Umbro          |
| 1998-2000     | Reebok         |
| 2000          | Covadonga      |
| 2000-2005     | Umbro          |
| 2006-presente | Puma           |

| Período       | Patrocinador                               |
| ------------- | ------------------------------------------ |
| 1984-1987     | ANDA                                       |
| 1985          | Pluna (Copa Libertadores 1985)             |
| 1987-1989     | Volkswagen                                 |
| 1992-2000     | Parmalat                                   |
| 2000          | Peñarol Verdad                             |
| 2000-2001     | Sports YA                                  |
| 2002-2003     | Doble Uruguaya                             |
| 2003-2008     | Pirelli                                    |
| 2009-2022     | Antel                                      |
| 2010          | Aldeas Infantiles (Copa Sudamericana 2010) |
| 2013          | 1891 (Copa Sudamericana 2013)              |
| 2022-2023     | Antel Directv Go                           |
| 2024-presente | Antel                                      |

| Período       | Patrocinador |
| ------------- | ------------ |
| 2012-2015     | Tramontina   |
| 2016-2018     | BGH          |
| 2018-presente | BBVA         |

| Período       | Patrocinador                  |
| ------------- | ----------------------------- |
| 1992-2000     | Parmalat                      |
| 2000          | Capenarol.com                 |
| 2000-2001     | Sports YA                     |
| 2002-2003     | Doble Uruguaya                |
| 2003-2008     | Pirelli                       |
| 2009-2013     | Núñez                         |
| 2013-2016     | Conaprole Nuñez               |
| 2016-2021     | Nissan Nuñez                  |
| 2021-2024     | Renault Nuñez                 |
| 2024-presente | Sarubbi Médica Uruguaya Nuñez |

| Período       | Patrocinador |
| ------------- | ------------ |
| 2007-2009     | Nuñez        |
| 2021-presente | Rexona       |

## Símbolos

### Escudo y bandera
La bandera del club fue diseñada por el arquitecto Constante Facello, inspirada en la Bandera de Uruguay cuenta con nueve franjas, cuatro amarillas y cinco negras, y un cantón con once estrellas amarillas sobre fondo negro.
Si bien durante los inicios del club se utilizó un escudo con una sola estrella, con el paso de las décadas, este diseño también se comenzó a aplicar en los escudos institucionales, los cuales comenzaron a contar con las once estrellas. El escudo también fue diseñado por el arquitecto Constante Facello y en la actualidad cuenta con cuatro franjas amarillas horizontales sobre un fondo negro en la parte inferior y once estrellas amarillas sobre fondo negro en la parte superior, las estrellas representando a los once jugadores que salen al campo de juego. Actualmente el escudo no utiliza la palabra "Peñarol", aunque lo supo llevar durante muchos años.
En 2009 las tonalidades exactas de los colores fueron definidas por el departamento de márquetin del club, estableciendo que el tono amarillo a usar sería 255-194-14 en valores RGB, equivalente al código hexadecimal #FFC20E, en una búsqueda por unificar la imagen institucional. De todas formas, el tono del amarillo siguió variando con el paso de los años.
Para 2020 y con motivo de la pandemia, Peñarol cambió su escudo por unas semanas, realizando una recreación de su primer emblema con una sola estrella. El motivo del cambio fue para reafirmar el distanciamiento necesario para combatir la propagación del Covid 19.
| Evolución del escudo | Evolución del escudo | Evolución del escudo | Evolución del escudo | Evolución del escudo | Evolución del escudo | Evolución del escudo | Evolución del escudo |
| -------------------- | -------------------- | -------------------- | -------------------- | -------------------- | -------------------- | -------------------- | -------------------- |
|                      |                      |                      |                      |                      |                      |                      |                      |
| 1924-1925            | 1926-1928            | 1929-1930            | 1931-1935            | 1936-1941            | 1942-1961            | 1962-1966            | 1967-1986            |
|                      |                      |                      |                      |                      |                      |                      |                      |
| 1987-1989            | 1990-1995            | 1996-1999            | 2000-2001            | 2002-2003            | 2004-2007            | 2008-2014            | 2015-presente        |

### Himno
En enero de 2011, durante la presentación del plantel de ese año, Peñarol estrenó un nuevo himno, denominado "Campeón del Siglo" en honor a que fuera elegido como el Club Sudamericano del Siglo XX por parte de la IFFHS. El himno fue compuesto por Roberto Martínez Barone con la ayuda de Raúl Medina y la participación de Julio Pérez, Damián Dewaily, Felipe Castro, Florencia Pasquet y Gabriel Groba. También se creó un logo institucional para conmemorar el reconocimiento de la IFFHS, presente desde hace varios años ininterrumpidamente en las camisetas del club, y en el nombre y diseño de la tribuna principal de su escenario, el Estadio Campeón del Siglo.

## Hinchada
La hinchada de Peñarol se caracteriza por ser numerosa. La barra brava del club es conocida como Barra Ámsterdam o La Caterva. La pasionalidad de la hinchada genera que esté involucrada en numerosos hechos de violencia, tanto frente a grupos similares de otros clubes, como a la policía de Uruguay. Los incidentes provocados por este grupo de fanáticos le han costado a Peñarol la pérdida de 31 puntos desde 1994, que entre otras cosas le significó al club la pérdida de tres campeonatos (Apertura 1994, Clausura 1997 y Clausura 2002), además de obligarlo a jugar un encuentro de desempate con Liverpool por el Apertura 1995 que finalmente Peñarol ganó. A su vez, le generó el récord negativo de finalizar un torneo Clausura en la última posición, y en la Tabla Anual culminar en la penúltima colocación, únicamente superando al último por diferencia de goles, durante la temporada 2005-06. En este sentido, dentro de la hinchada de Peñarol existen varios subgrupos o facciones que se disputan el liderato de la hinchada, las denominadas "barras bravas". Por tener una hinchada numerosa, la hinchada posee varias bandas en puja.

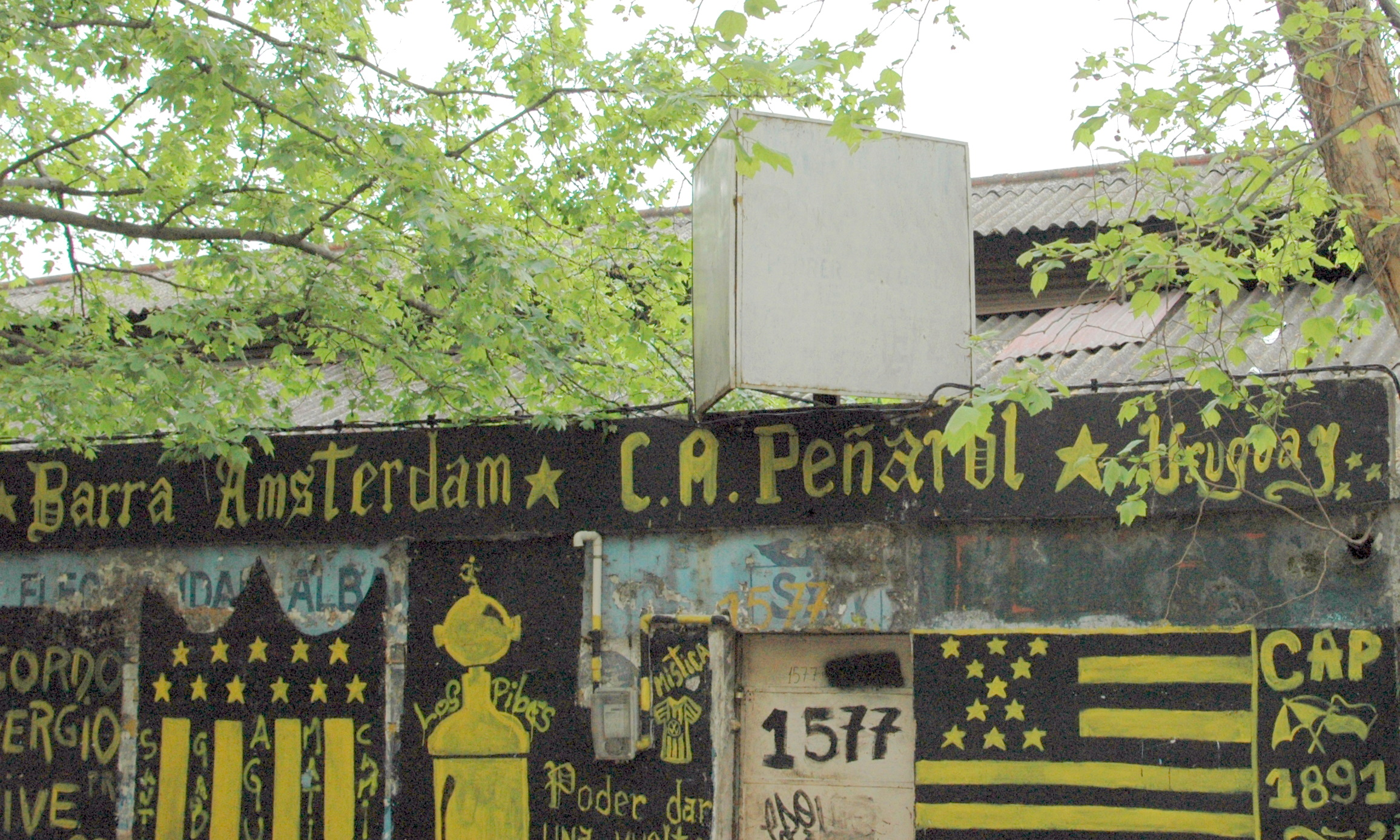
Los hinchas suelen hacer pintadas del club en las calles de la capital.

No obstante, si bien la paridad entre Peñarol y Nacional se evidencia en lo que respecta al número de entradas vendidas por ambos clubes, y que luego de adjudicarse el Campeonato Uruguayo en 2003 el carbonero tuvo una disminución significativa en el número de entradas expendidas (situándose un 20 % por debajo con respecto a Nacional entre el Torneo Clasificatorio 2004 y el Torneo Clausura 2006), desde ese entonces Peñarol revirtió esta situación. El club vendió un total de 219 782 boletos durante el resto del torneo, equivalente al 81,6 % de la suma de entradas vendidas por todos los clubes de Primera División. Durante dicho campeonato, Peñarol marcó un récord al vender 50 045 boletos frente a Danubio, siendo la mayor venta de un club "grande" frente a un equipo menor en la historia del Campeonato Uruguayo. En total, entre los años 2005 y 2009, pese a que la institución no consiguió buenos resultados en el ámbito deportivo, Peñarol fue el equipo con mayor convocatoria de la Primera División de Uruguay, con más de 1 000 000 de entradas vendidas durante este período, más de un 20 % sobre el segundo ubicado.

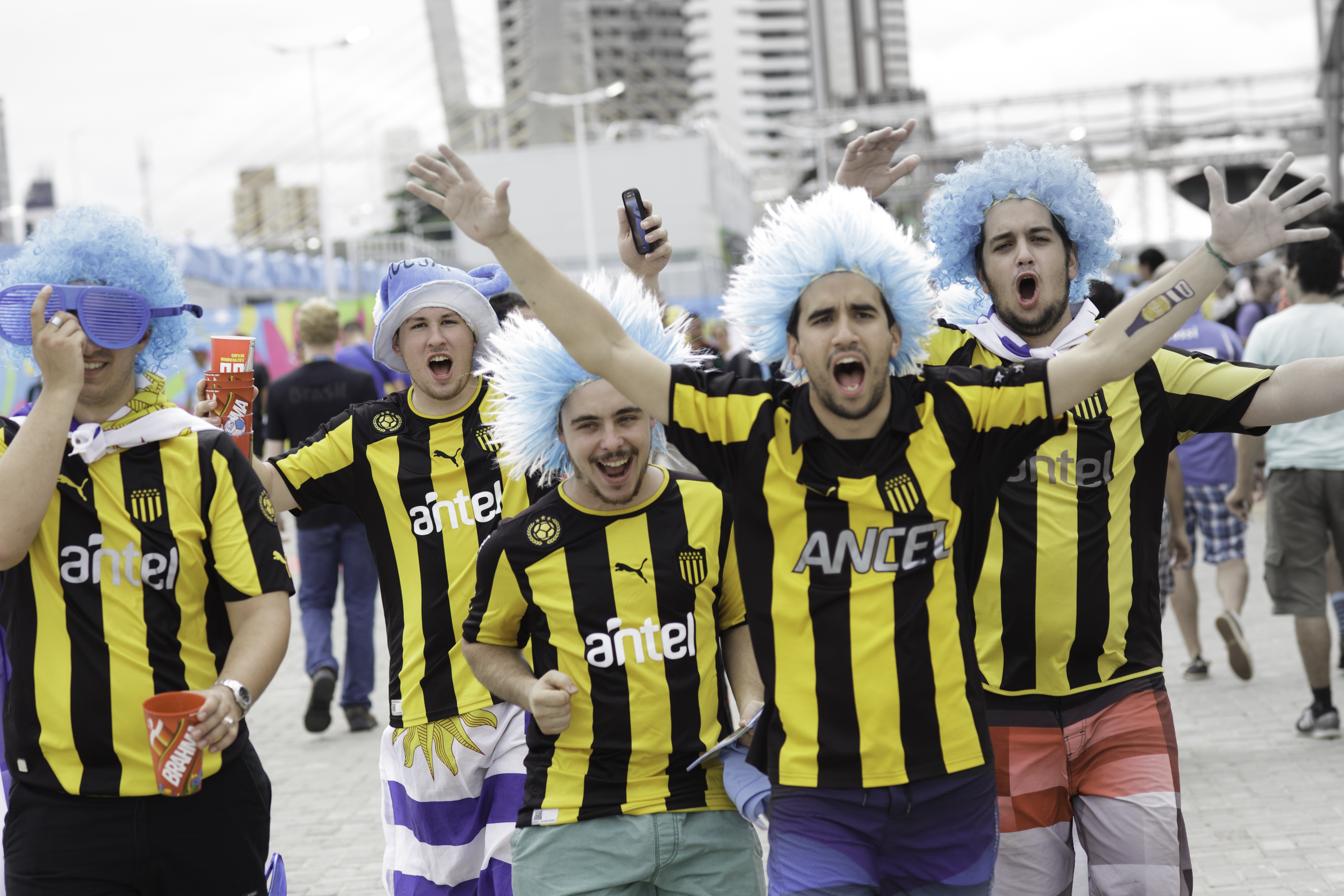
Los hinchas no dejan de lado su pasión por el aurinegro, ni siquiera en los partidos del seleccionado nacional.

Dentro de la sociedad uruguaya se sostiene que el Uruguay se divide en dos, en alusión a los hinchas de uno y otro club, y se considera que ambas instituciones se encuentran muy parejas en cuanto al respaldo popular. En el ámbito futbolístico, Peñarol y Nacional se disputan las preferencias de la afición, monopolizando a la gran mayoría de los fanáticos. Los diversos estudios de opinión pública realizados al respecto no son concluyentes, al existir varios que sitúan a Peñarol como el club con mayor cantidad de adhesiones, mientras que otros ubican a Nacional en dicha posición. En efecto, un sondeo realizado por la consultora FACTUM en 1993, ubicó a Peñarol como el club con mayor número de simpatizantes con 41 % de las preferencias, en tanto que Nacional se posicionó en el segundo puesto con el 38 %. En el mismo sentido, de acuerdo a lo publicado en el diario uruguayo El Observador, otro estudio similar efectuado por FACTUM en 2006 ratificó estos resultados, otorgando a Peñarol un 45 % de las preferencias, diez puntos porcentuales sobre Nacional.
Asimismo, un sondeo realizado por la empresa MPC Consultores a 9000 habitantes de todo el territorio de Uruguay, ubicó a Peñarol como el club con mayor número de preferencias con un 45,1 % de la muestra total, siendo escoltado por Nacional con un 38,6 %. A su vez, la encuestadora Cifra realizó en julio de 2013 una encuesta telefónica que sobre una muestra de 1021 personas colocó a Peñarol con un 46 % de aficionados, sobre el 35 % de Nacional. Un ejemplo de lo contrario es una encuesta realizada en línea en noviembre de 2010 por la página web Sportsvs.com que preguntaba la preferencia entre Peñarol y Nacional a los usuarios, siendo el resultado 50,35 % en favor de Nacional y el restante en favor de Peñarol.

### Socios
En el año 2010 el club se enfocó en aumentar la masa social para lograr la auto-sustentabilidad. Con tal motivo se implementaron varias medidas. Por ejemplo, a partir del campeonato clausura 2010 se regalaban balones autografiados por los jugadores y camisetas oficiales. A su vez, ese mismo año se formó la Comisión de Peñas del club, cuyo fin es el permanente contacto de estas con la institución. Como complemento a esta medida se comenzó a viajar al interior con el Rally 19 Capitales asociando a gente del interior de Uruguay. Por otra parte, en marzo de 2013 se lanzó la categoría de socio adherente, que mediante el pago de una única cuota equivalente a un peso por día (unos veinte dólares anuales) le da derecho al socio a una entrada para un partido a elección en el año, además del beneficio de la venta anticipada para los partidos de locatario. En marzo de 2016 la institución superaba los 85 000 socios.

### Bandera gigante

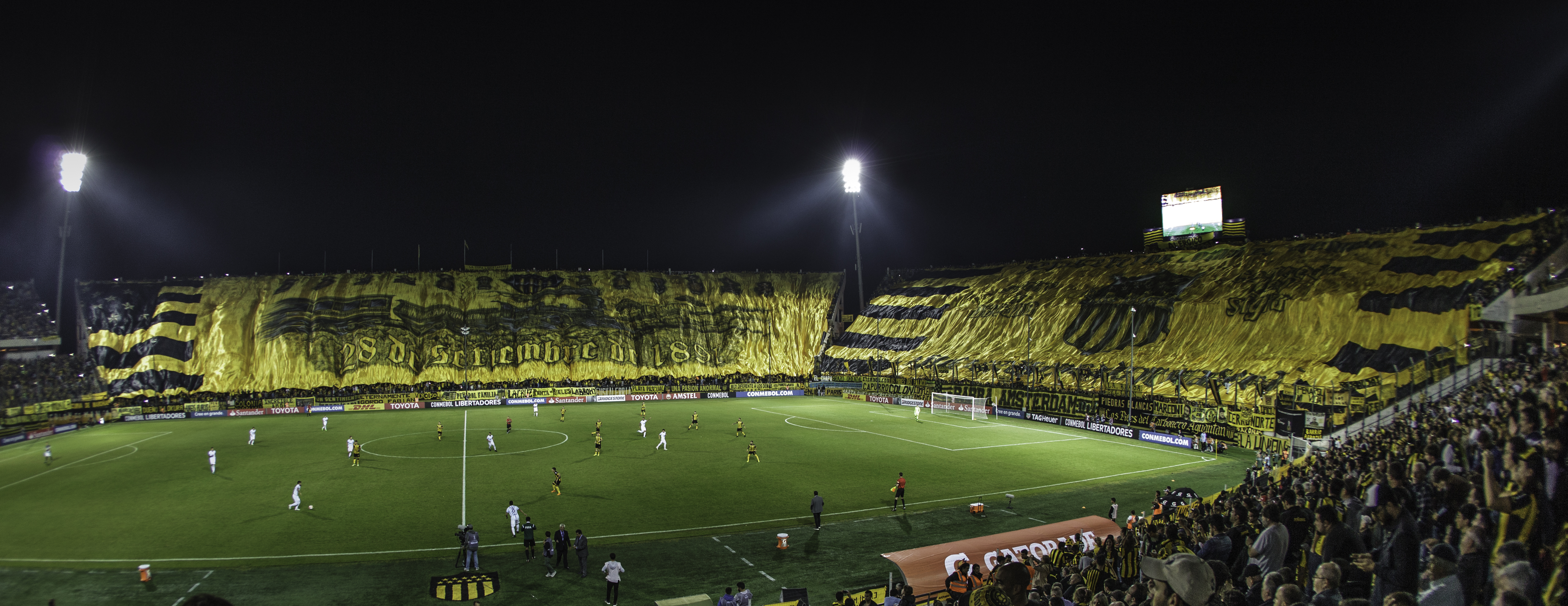
Bandera desplegada en el Estadio Campeón del Siglo en 2018.

Luego de juntar 35 000 dólares entre los hinchas, mediante bonos y rifas organizadas por un grupo de simpatizantes, y el proceso de confección que vino de la mano del argentino pintor de banderas gigantes, Rody Soria, el 12 de abril de 2011 los hinchas de Peñarol estrenaron la, en ese momento, bandera más grande del mundo, con 309 metros de largo y 46 de alto, lo que equivale a unos 14 214 metros cuadrados. El trapo del manya cubrió la tribuna Ámsterdam y gran parte de la tribuna Olímpica del estadio Centenario, durante la salida a la cancha de los jugadores del equipo aurinegro antes de jugar el último partido del grupo 8 de la Copa Libertadores de 2011 frente a Independiente.
El 4 de abril de 2018, la bandera fue desplegada por segunda vez, esta vez en el estadio Campeón del Siglo, siendo la primera vez que se despliega en este recinto. En esta oportunidad fue ante Atlético Tucumán, antes del comienzo del cotejo por la última fecha del grupo C de la Copa Libertadores de 2018.
Cabe mencionar que la bandera fue modificada para esta ocasión, siendo segmentada en dos partes para su correcto despliegue en las tribunas Washington Cataldi y José Pedro Damiani.
El 12 de mayo de 2019, en la previa al clásico frente a Nacional por el Torneo Apertura en el estadio Campeón del Siglo, la tribuna Washington Cataldi fue cubierta por uno de los segmentos de la bandera.

## Instalaciones

### Estadio Campeón del Siglo

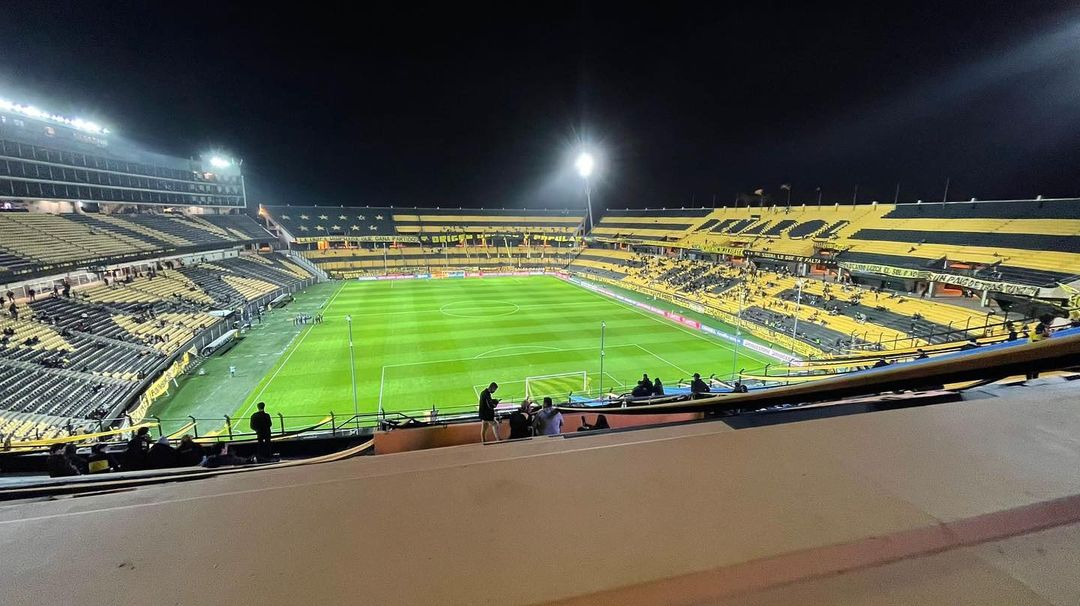
Vista panorámica del estadio, en un partido nocturno.

El proyecto de un estadio propio de Peñarol se remonta al siglo XX, pero nunca logró concretarse. Tras muchos proyectos anteriores, el estadio se construyó finalmente en un predio ubicado entre Camino Mangangá y Camino de los Siete Cerros, a escasos metros de la Ruta 102 y dentro de la zona de Bañados de Carrasco, aunque algunas propuestas pretendían trasladarlo hacia el barrio Peñarol.
El estadio tiene una capacidad para 40 005 espectadores sentados, entre las cuatro tribunas: tribuna Frank Henderson (Tribuna Norte), tribuna José Pedro Damiani (Tribuna Sur), tribuna Washington Cataldi (Tribuna Oeste) y tribuna Gastón Guelfi (Tribuna Este), que deben sus nombres a dirigentes vinculados con la historia del club: Frank Henderson, José Pedro Damiani, Washington Cataldi y Gastón Guelfi.
La obra contó con el apoyo de la empresa uruguaya Tenfield, que es el principal socio del proyecto. Tenfield colaboró para que el Banco República le otorgó el préstamo a Peñarol para su construcción, y pagó para que el estadio llevara un nombre comercial por los próximos 15 años, a designar por la empresa. El proyecto, denominado oficialmente como "Estadio Peñarol", tiene como titular del emprendimiento a la firma "Complejo Deportivo y Cultural Peñarol S.A." con sede en Luis Alberto de Herrera 1248, siendo su único accionista Peñarol. A su vez, el estadio contó con la recaudación proveniente de la venta de palcos y butacas junto a un préstamo solicitado al Banco de la República Oriental del Uruguay, teniendo inicialmente un costo previsto total de 40 millones de dólares. El estadio de Peñarol cuenta con pantalla gigante de transmisión, terreno de juego de 105 m x 68 m, sala de conferencia para 70 personas, sede y museo del Club Atlético Peñarol, locales comerciales, estacionamientos, cumpliendo con recomendaciones de FIFA.
En referencia a la capacidad cuenta con 107 palcos con capacidad para 16 personas cada uno (2660 espectadores). La tribuna y platea de palcos tienen capacidad para 9444 personas, la tribuna y platea enfrentada tiene capacidad de 11.141 espectadores y cada cabecera entre tribuna y platea tendrá 8380, haciendo un total de 40 005 espectadores. A principios de noviembre de 2013 el club obtuvo la aprobación del préstamo por parte del Banco de la República y la autorización de la Intendencia de Montevideo. En una ceremonia realizada el 19 de diciembre se colocó la piedra fundacional del nuevo estadio y las obras comenzaron a principios de 2014.
En septiembre de 2015, a 19 meses del comienzo de la obra, ya se había realizado el 75 por ciento de la construcción, y se estimaba que estaría finalizada en los primeros meses de 2016. Finalmente, la apertura del estadio fue proyectada para marzo.
La empresa Dédalo Films, confirmó que realizará un documental con todo el material audiovisual que fue grabando a lo largo del proceso de construcción del estadio, incluyendo las grabaciones de su inauguración.

### Estadio José Pedro Damiani

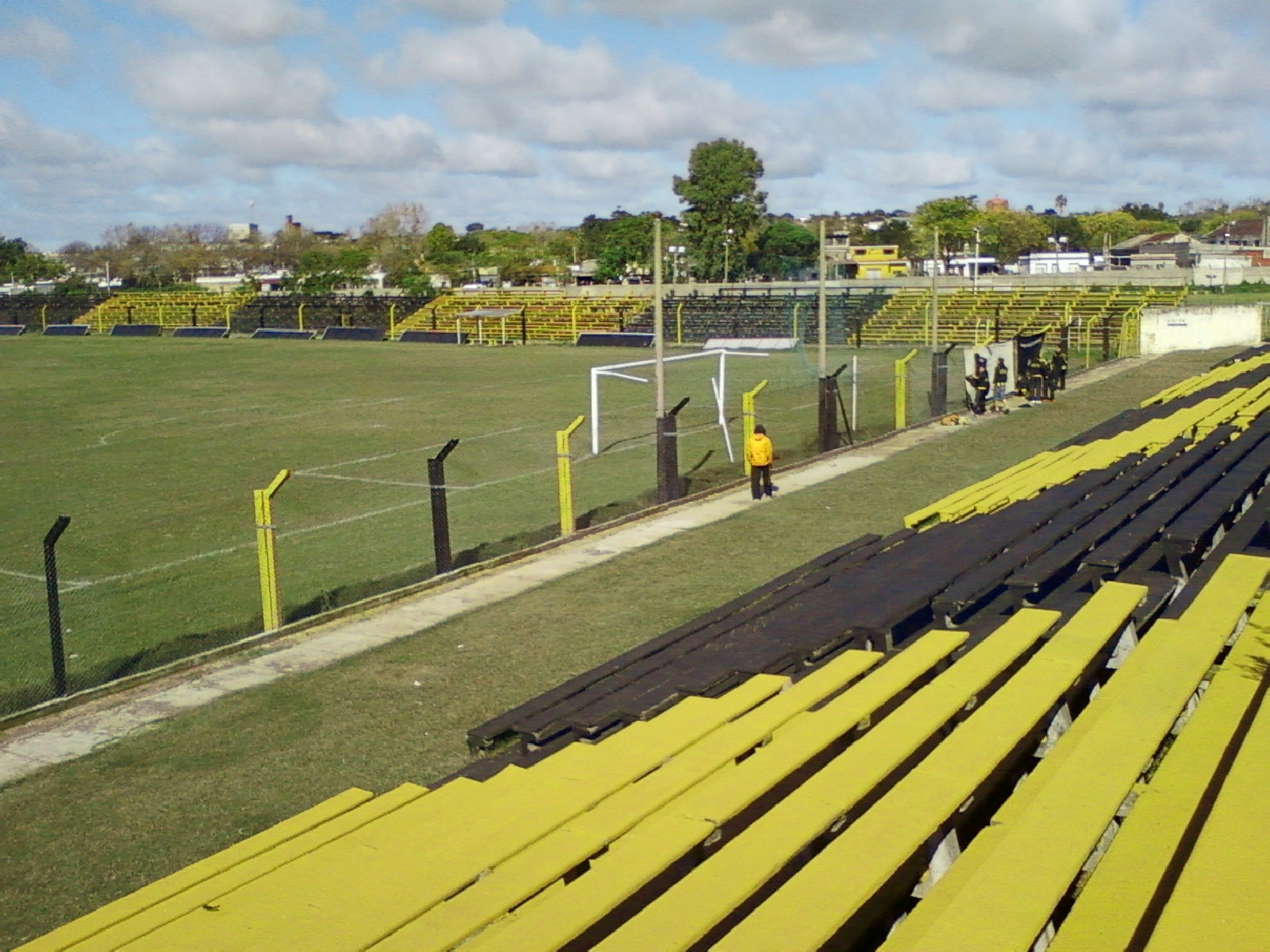
Peñarol posee desde 1916 el Estadio José Pedro Damiani.

El estadio Cr. José Pedro Damiani, también conocido como "Las Acacias", se ubica en el barrio del mismo nombre, en un predio que fue comprado en 1913 e inaugurado como estadio oficial el 19 de abril de 1916 bajo la presidencia de Dr. Francisco Simón, con un partido clásico en el cual triunfó Peñarol por 3-1. El palco y el portón de entrada formaron parte del mítico y desaparecido Estadio Pocitos, donde se convirtiera el primer gol en la historia de los mundiales de fútbol en 1930.
El nombre del estadio es en honor al fallecido presidente de la institución, José Pedro Damiani, y cuenta con una extensión de 37 949 metros cuadrados y una capacidad para 7.000 espectadores.

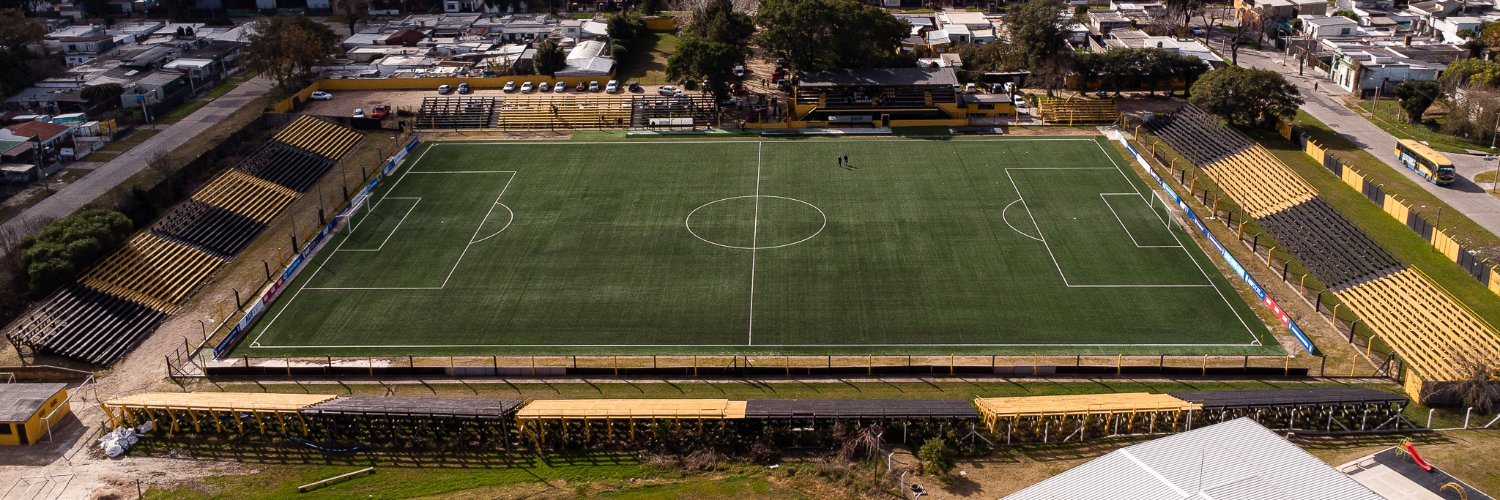
Vista aérea del Estadio de Las Acacias.

Cuando el club buscó alejarse de Villa Peñarol, se comenzó a alquilar el Estadio Belvedere (actualmente de Liverpool Fútbol Club, pero en la época campo del Montevideo Wanderers Fútbol Club), hasta que en 1916 se inauguró Las Acacias. Salvo durante breves períodos, el estadio no es utilizado por el club debido a su falta de infraestructura y capacidad, además de no encontrarse habilitado por la Intendencia de Montevideo. Por este motivo, ya en el siglo XX comenzaron a existir proyectos para un estadio propio para Peñarol, que no pudieron concretarse hasta la construcción del Estadio Campeón del Siglo, y el club ejerció de local en el Centenario, de propiedad municipal.
Dentro del terreno se encuentra el Complejo Deportivo Las Acacias, utilizado por categorías formativas del club para realizar entrenamientos, contando además con una cancha auxiliar, gimnasio y vestuarios.

### Palacio Contador Gastón Guelfi

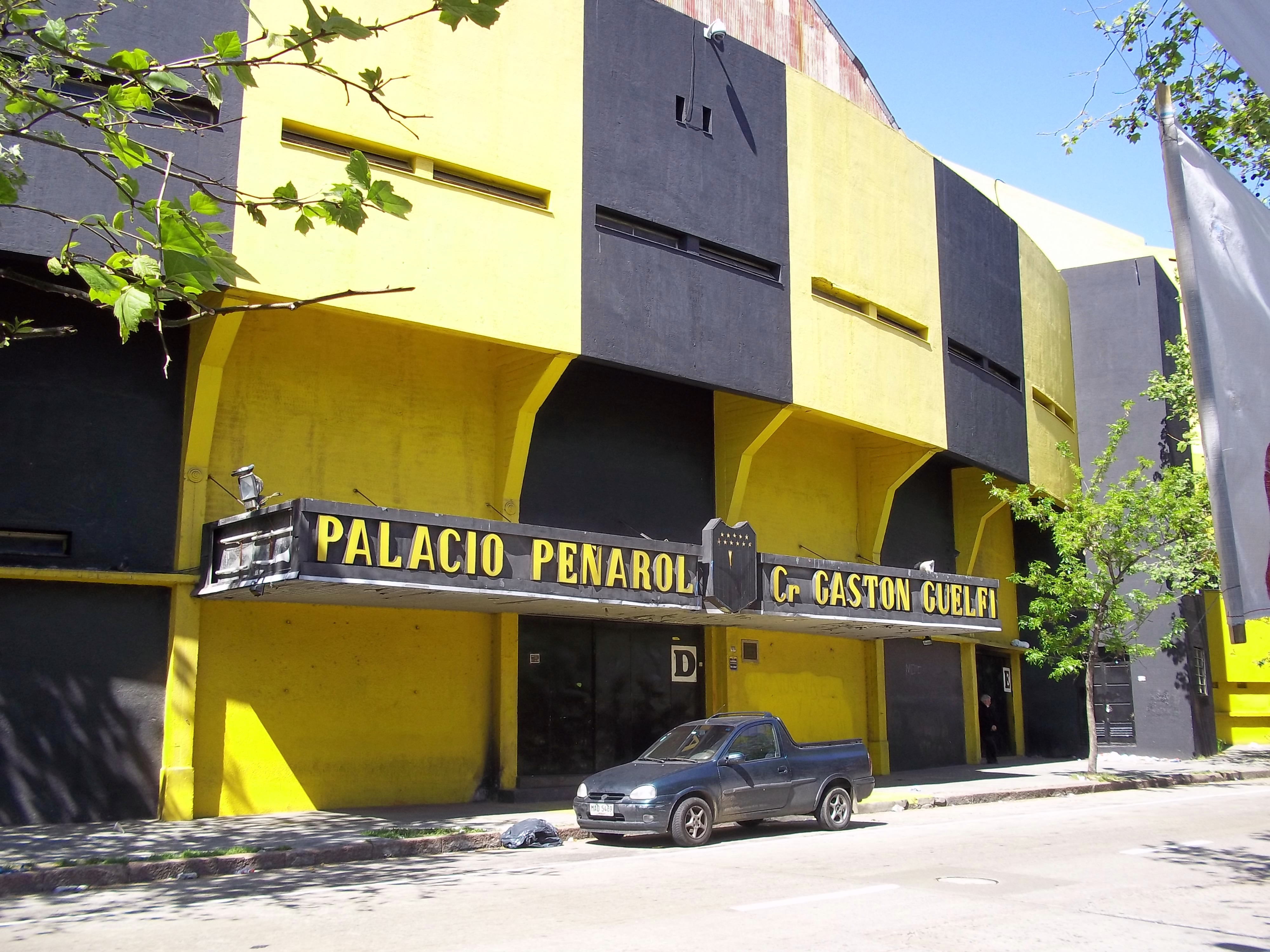
Entrada principal hacia la cancha del Palacio Peñarol.

El Palacio Contador Gastón Guelfi, también conocido como Palacio Peñarol, es un estadio de básquetbol y sede oficial del Club Atlético Peñarol, inaugurado en 1955. Está ubicado en la ciudad de Montevideo, en el cruce de las calles Galicia y Minas en el Barrio Cordón y en él se realizan variados eventos deportivos y culturales.
Lleva el nombre del presidente que más tiempo estuvo a cargo de la institución, Gastón Guelfi, entre 1958 y 1972. Luego de la destrucción del Cilindro Municipal en 2010, es el recinto más grande de este deporte en Uruguay, por lo que desde entonces recibe los playoffs de la Liga Uruguaya de Básquetbol.
En la entrada por la calle Magallanes, se encuentra la sede social del Club Peñarol, allí están distintas oficinas administrativas, el departamento de socios y la sala de reuniones de la comisión directiva.

### Ciudad Deportiva Néstor Gonçalves
La Ciudad Deportiva Néstor Gonçalves se encuentra al sur del estadio Campeón del Siglo, comprende 24 hectáreas y tuvo un coste aproximado de 3.000.000 USD. Actualmente está en proceso de construcción, al finalizar el mismo, contará con 8 canchas (una de césped sintético), vestuarios, 5400 m2 en gimnasios, polideportivo, cancha de fútbol playa, zona de trabajo para médicos, administrativos y técnicos.
Dentro de la Ciudad Deportiva se encuentra la casa de juveniles del interior del país, una edificación de 1300 m2, con capacidad para 60 personas en 15 habitaciones, donde tienen acceso a consultorio médico, piscina, sala de estudio, sala de computación, salón de juegos, living y comedor. A la hora de almuerzo y cena pueden concurrir hasta 30 juveniles extra además de los 60 residentes.

### Complejo Deportivo Washington Cataldi
El Complejo Deportivo Washington Cataldi, comúnmente denominado como Los Aromos, está ubicado en el kilómetro 23 de la ruta nacional n.º 8, en Villa Los Aromos, en la localidad de Barros Blancos, departamento de Canelones. Se trata de un complejo deportivo que es utilizado para el entrenamiento del plantel principal del equipo, así como para albergar las concentraciones del mismo.
El terreno de 4 hectáreas donde se emplaza fue adquirido en 1945 y su construcción se extendió hasta 1947 a cargo del arquitecto José Donato.

### Centro de Alto Rendimiento
El Centro de Alto Rendimiento, comúnmente abreviado como CAR, es un complejo deportivo pensado exclusivamente las categorías juveniles del club. Se ubica en el kilómetro 25,5 de la Avenida Giannattasio, en el barrio Montes de Solymar de Ciudad de la Costa, departamento de Canelones.
Se trata de un terreno de siete hectáreas, que se construyó bajo la presidencia de Juan Pedro Damiani. Las obras fueron presentadas el día 28 de septiembre de 2009, con motivo de los festejos del aniversario 118 del club, y tuvieron un costo de aproximadamente dos millones de dólares. Entre otras instalaciones, el complejo cuenta con 5 canchas, una iluminada, una sala de musculación y un gimnasio.

### Colegio Frank Henderson
El Colegio Frank Henderson, llamado así en honor al primer presidente de la institución, está ubicado a menos de un kilómetro del Centro de Alto Rendimiento. Fue construido con el objetivo de formar a los jugadores de las divisiones juveniles del club sirviendo a su vez de albergue para jóvenes que viven en el interior del país.

## Clásico
- Datos actualizados al 14 de junio de 2015.

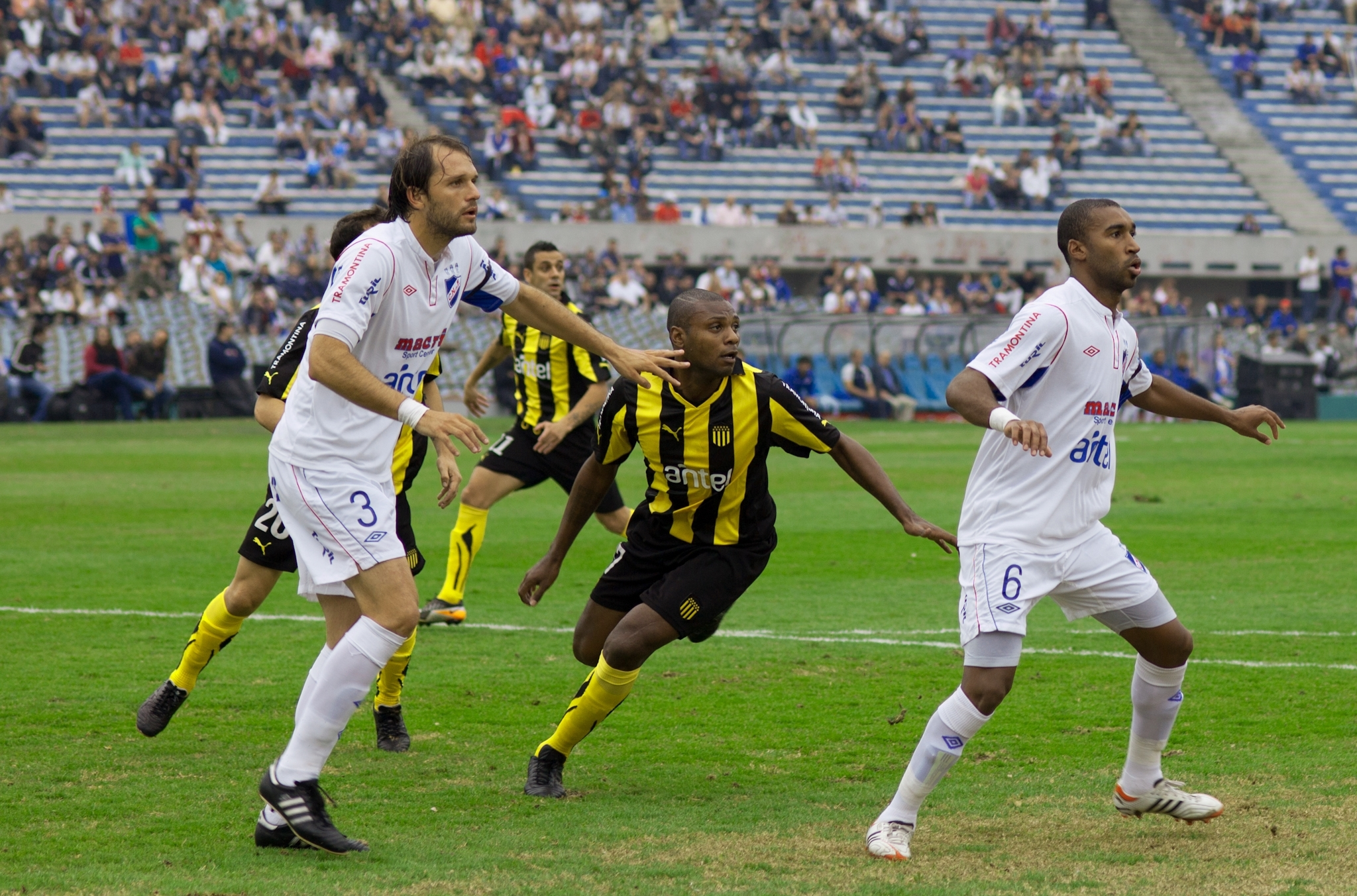
Marcelo Zalayeta buscando interceptar un centro, durante un clásico frente a Nacional, por el campeonato uruguayo 2011-12.

El primer enfrentamiento entre CURCC y Nacional data del 15 de julio de 1900, fecha en la que el CURCC se impuso por 2-0 con anotaciones de Aniceto Camacho. Debido a lo anterior, el Clásico uruguayo es considerado como la rivalidad futbolística más antigua fuera de las islas británicas. No obstante, esta posición es discutida a causa de la controversia que rodea la relación entre el CURCC y Peñarol. Bajo la denominación actual de Peñarol, el primer enfrentamiento contra Nacional aconteció el 14 de diciembre de 1913 y finalizó con resultado de 2-2.
Si bien, Peñarol tomó ventaja en el balance de enfrentamientos entre ambos clubes durante los primeros encuentros, entre 1914 y 1915 Nacional logró imponerse durante seis partidos consecutivos, lo que, a finales de los años 1910, le permitió equiparar el historial de encuentros, pasando incluso a superar a Peñarol durante algunas temporadas. Nacional logró ratificar esta situación durante los años 1940, llegando a aventajar a Peñarol por 14 encuentros en 1948 y manteniéndose al frente del historial, con excepción de la temporada 1968, hasta la segunda mitad de los años 1970. Sin embargo, desde mediados de dicha década, Peñarol comenzó a obtener una serie de buenos resultados frente a Nacional, corroborando esta tendencia durante los años 1980 y finales de los años 1990 que lo puso al frente en las estadísticas, siendo la mayor ventaja conseguida por Peñarol de 26 encuentros, luego de superar a Nacional por 1-0 el 27 de enero de 2004.
Considerado ambas etapas, amateur y profesional, en encuentros oficiales y amistosos, tanto locales como internacionales e incluyendo los resultados obtenidos por el CURCC, ambos clubes se enfrentaron en 541 ocasiones, con 192 victorias "Manyas" y 174 "Tricolores", finalizando los 170 partidos restantes en empate. En el balance de enfrentamientos, Peñarol aventaja a Nacional desde el 16 de enero de 1982.[cita requerida]
Más adelante en el tiempo, el 23 de abril de 1987, por un torneo triangular amistoso en el que también participaba el Betis de España, Peñarol empataba con Nacional 1-1 cuando a los 68 minutos del partido el conjunto mirasol veía expulsados tres de sus jugadores, José Perdomo, José Herrera y Ricardo Viera, como consecuencia de una falta y posteriores protestas. Peñarol quedaba con ocho jugadores y debía enfrentar a un Nacional que permanecía con once. Sin embargo, a los 82 minutos de juego, luego de un pase de Diego Aguirre, Jorge Cabrera convertía un nuevo gol para Peñarol, poniendo al equipo arriba 2-1, resultado que se mantendría hasta el final. Se conoce a este partido como el "Clásico de los 8 contra 11".
En total, incluyendo los resultados del CURCC, Peñarol y Nacional se han enfrentado en 28 finales de diferentes torneos, con 18 triunfos tricolores sobre 10 aurinegros. Considerando únicamente el Campeonato Uruguayo, en cambio, la ventaja corresponde a Peñarol, con 8 triunfos sobre 6 de su rival en un total de 14 finales. Las victorias aurinegras fueron en 1944, 1959, 1986, 1995, 1996, 1999, 2003, 2010 y 2018.

## Administración

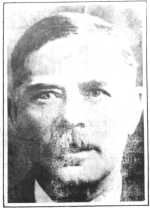
Frank Henderson fue el primer presidente del CURCC.

Durante la asamblea constitutiva de la institución, presidida por Roland Moor el 28 de septiembre de 1891, se estipuló que el cargo de presidente del Central Uruguay Railway Cricket Club fuese desempeñado por el administrador principal del Central Uruguay Railway Company of Montevideo.[cita requerida]De este modo, el primer presidente del CURCC fue Frank Henderson, quien se mantuvo en el cargo hasta 1899.
La resolución de designar a los administradores del CUR como presidentes del club deportivo se mantuvo hasta 1906, año en que se encomendó la dirección del CUR a Charles W. Bayne, con el objetivo de aumentar las utilidades de la empresa, así como de controlar el conflicto sindical por el que entonces atravesaba y que desencadenó en la huelga decretada por la Unión Ferrocarrilera en 1908. Al momento de ser notificado, Charles Bayne rechazó presidir el CURCC, argumentando que tan solo la reparación de los vagones, dañados por el traslado de los hinchas del club, había costado a la empresa £1 850, además de la continua ausencia laboral de varios funcionarios que paralelamente jugaban en el club. En su reemplazo asumió como presidente del CURCC Roland Moor, quien hasta ese momento había desempeñado funciones de mantenimiento en la empresa.[cita requerida] No obstante, las resoluciones administrativas de Charles Bayne afectaron al club durante los siguientes años, provocando la disolución del plantel de honor a comienzos de 1908, temporada en la que la institución estuvo cerca de cesar sus actividades.
Lo anterior significó el comienzo de una serie de conflictos entre la administración del CUR y el CURCC, que finalizarían, de acuerdo a la versión oficial del Club Atlético Peñarol, con la escisión de la sección de fútbol federado de este último el 13 de diciembre de 1913, desvinculándose totalmente de la empresa de ferrocarriles. Entre otras exigencias para liberar a la sección de fútbol, la empresa solicitó que Jorge Clulow fuese escogido como presidente, de nacionalidad uruguaya y origen inglés, quien se mantuvo en el cargo desde ese entonces hasta 1915.

### Presidentes del Club Atlético Peñarol

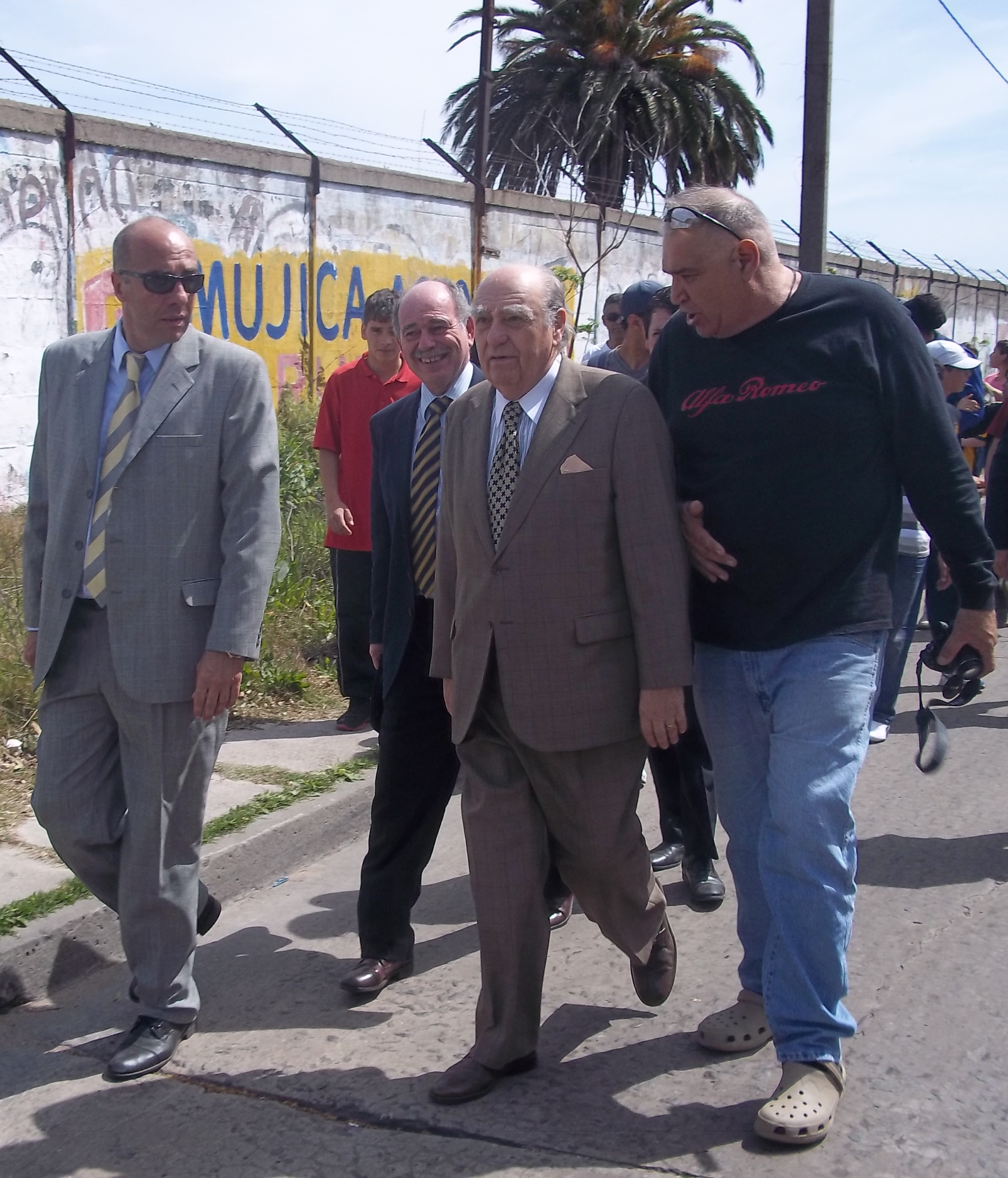
El expresidente Julio María Sanguinetti fue nombrado presidente honorario en 2018.

| Presidente           | Período   |
| -------------------- | --------- |
| Frank Henderson      | 1891-1899 |
| Frank Hudson         | 1899-1905 |
| Roland Moor          | 1906-1908 |
| Percy Sedgfield      | 1909-1913 |
| Jorge Clulow         | 1914-1915 |
| Francisco Simón      | 1916-1917 |
| Félix Polleri        | 1918      |
| César Batlle Pacheco | 1919      |
| Félix Polleri        | 1920      |
| Julio María Sosa     | 1921-1928 |
| Arturo Abella        | 1929      |
| Luis Giorgi          | 1930-1931 |
| Juan Scasso          | 1932      |

| Presidente             | Período   |
| ---------------------- | --------- |
| Alberto Demichelli     | 1933-1934 |
| Pedro Viapina          | 1934      |
| Luis Giorgi            | 1935-1936 |
| Francisco Tochetti     | 1937      |
| Alberto Mantrana Garín | 1938      |
| Eduardo Alliaume       | 1939      |
| Francisco Tochetti     | 1940      |
| Bolívar Baliñas        | 1941-1942 |
| Álvaro Macedo          | 1942      |
| Armando Lerma          | 1943      |
| Constante Turturiello  | 1944-1948 |
| Eduardo Alliaume       | 1949-1951 |
| José Buzzetti          | 1952-1955 |

| Presidente           | Período       |
| -------------------- | ------------- |
| Raúl Previtali       | 1956          |
| Eduardo Alliaume     | 1957          |
| Gastón Guelfi        | 1958-1972     |
| Washington Cataldi   | 1973-1984     |
| Carlos José Lecueder | 1985-1986     |
| José Pedro Damiani   | 1987-1990     |
| Washington Cataldi   | 1991-1992     |
| José Pedro Damiani   | 1993-2007     |
| Juan Pedro Damiani   | 2008-2017     |
| Jorge Barrera        | 2018-2020     |
| Ignacio Ruglio       | 2021-presente |

| Presidentes Honorarios - 1929: Julio María Sosa - 1938: Francisco Tochetti - 1949: Constante Turturiello - 1953: Alberto Mantrana Garin - 1953: Carlos Balsán - 1961: Gastón Guelfi - 1978: Washington Cataldi - 1991: José Pedro Damiani - 2018: Julio María Sanguinetti |

## Comisión
En diciembre de 2023 se realizaron elecciones para determinar quienes estarían a cargo de la dirigencia de Peñarol por los siguientes tres años. De los once cargos a disposición, la lista 1891, del nuevo oficialismo obtuvo el 43,8% de los votos, lo que respaldó a Ignacio Ruglio para ser el próximo presidente del club y le otorgó cinco cargos (Ruglio, Zaidenzstat, Queijo, Jorge Niremberg y Alejandro González) de los mencionados once cargos. Por otro lado, el lema que agrupó a las listas 3 6 11 21 y 129 obtuvo el 38,5% y tendrá cinco consejeros (Evaristo González, Guillermo Varela, Catino, Santiago Sánchez y Nicolás Ghizzo), y por último a la lista 8 con el 14,7 % le correspondió un lugar (Edgardo Novick).[cita requerida]
| Cargo                             | Nombre                  |
| --------------------------------- | ----------------------- |
| Presidente                        | Ignacio Ruglio          |
| Vicepresidente                    | Cr. Eduardo Zaidensztat |
| Secretario General                | Sr. Edgardo Novick      |
| Prosecretario                     | Sr. Jorge Niremberg     |
| Tesorero                          | Cr. Eduardo Zaidenzstat |
| Protesorero                       | Alejandro González      |
| Coordinador General Institucional | Cr. Álvaro Queijo       |
| Presidente de Peñarol básquetbol  | Cr. Gastón Diz          |
| Consejeros                        | Evaristo González       |
| Consejeros                        | Guillermo Varela        |
| Consejeros                        | Rodolfo Catino          |
| Consejeros                        | Santiago Sánchez        |
| Consejeros                        | Nicolás Ghizzo          |
| Consejeros                        | Álvaro Queijo           |
| Delegados ante la AUF             | Dr. Julio Trotchansky   |
| Delegados ante la AUF             | Dr. Gustavo Guerra      |
| Delegados ante la AUF             | Dr. Augusto Formento    |

## Plantel

### Transferencias 2025
| Altas                | Altas         | Altas            | Altas    |
| Jugador              | Posición      | Procedencia      | Tipo     |
| -------------------- | ------------- | ---------------- | -------- |
| Leonardo Fernández   | Mediocampista | Toluca           | Traspaso |
| Martín Campaña       | Portero       | Al-Riyadh        | Libre    |
| Gastón Silva         | Defensa       | Puebla           | Libre    |
| David Terans         | Mediocampista | Fluminense       | Préstamo |
| Eric Remedi          | Mediocampista | San Lorenzo      | Préstamo |
| Héctor Villalba      | Delantero     | Libertad         | Libre    |
| Alexander Machado    | Delantero     | Miramar Misiones |          |
| Diego Gonzalo García | Delantero     | Liverpool        |          |

| Bajas                | Bajas         | Bajas                       | Bajas           |
| Jugador              | Posición      | Destino                     | Tipo            |
| -------------------- | ------------- | --------------------------- | --------------- |
| Washington Aguerre   | Portero       | Independiente Medellín      | Libre           |
| Guillermo de Amores  | Portero       | Millonarios                 | Libre           |
| Diego Sosa           | Defensa       | Tigre                       | Libre           |
| Guzmán Rodríguez     | Defensa       | Bragantino                  | Traspaso        |
| Sebastián Cristóforo | Mediocampista | Central Córdoba             | Libre           |
| Braulio Guisolfo     | Mediocampista | Curicó Unido                | Libre           |
| Máximo Alonso        | Mediocampista | Cerro                       | Libre           |
| Gastón Ramírez       | Mediocampista | Miramar Misiones            | Libre           |
| Nicolás Rossi        | Delantero     | Bellinzona                  | Libre           |
| Matheus Babi         | Delantero     | Athletico Paranaense        | Fin de Préstamo |
| Leonardo Sequeira    | Delantero     | Everton                     | Fin de Préstamo |
| Alan Medina          | Delantero     | León                        | Fin de Préstamo |
| Valentín Rodríguez   | Defensa       | Gimnasia y Esgrima La Plata | Rescisión       |
| Facundo Batista      | Delantero     | Polissya                    | Traspaso        |
| Adrián Fernández     | Mediocampo    | Racing                      | Préstamo        |
| Damián García        | Mediocampista | Shabab Al-Ahli Dubai FC     | Traspaso        |

## Jugadores históricos

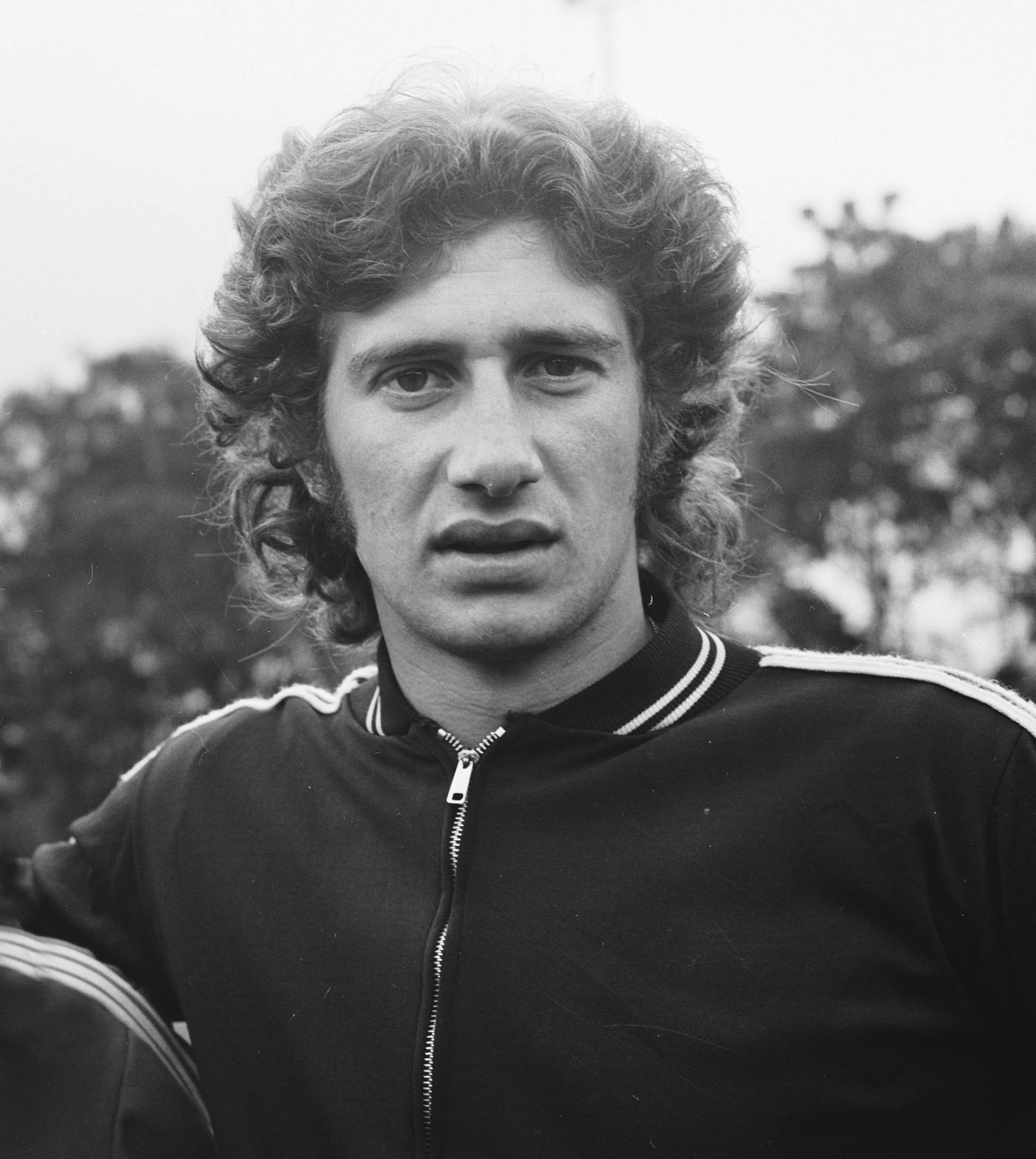
Fernando Morena, máximo goleador de Peñarol con 440 goles.

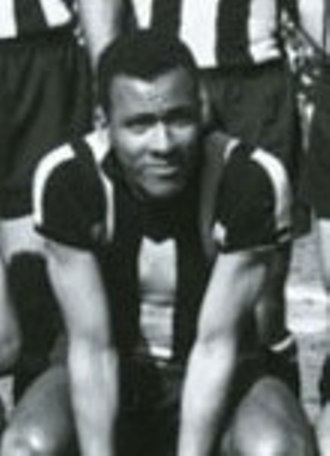
Con 54 anotaciones, Alberto Spencer es el máximo goleador del club en la Copa Libertadores.

A lo largo de su historia, han sido centenares los futbolistas en disputar al menos un encuentro con la camiseta del primer equipo de Peñarol. Entre ellos, Néstor Gonçálves fue el jugador que disputó más encuentros oficiales en la historia del club, con 574 presentaciones entre el 28 de abril de 1957 y 28 de noviembre de 1970.
Los jugadores que más goles han convertido por el club en encuentros de Primera División son Fernando Morena (198), Antonio Pacheco (131), Alberto Spencer (116) y Óscar Míguez (105). Fernando Morena, quien además es el goleador histórico del campeonato uruguayo con 228 goles, es también quien más goles marcó en total con la camiseta de Peñarol con 440 tantos, el jugador que más goles convirtió en una temporada con 36 anotaciones en 1978 y el segundo máximo goleador por encuentros internacionales con 37 goles, por detrás de Alberto Spencer quien, entre 1960 y 1970, convirtió en 58 ocasiones. Spencer y Morena son adicionalmente los dos máximos anotadores en la historia de la Copa Libertadores de América con 48 y 37 goles respectivamente, jugando por Peñarol.
Por otra parte, el club aurinegro ha contribuido en gran medida en la conformación de la selección uruguaya. De hecho, los primeros futbolistas del CURCC en ser seleccionados fueron Luis Carbone, Juan Pena, Ceferino Camacho y Aniceto Camacho, quienes formaron parte del plantel que disputó el tercer encuentro internacional en la historia del combinado nacional, frente a Argentina el 15 de agosto de 1905 en el marco de la Copa Lipton. Los primeros futbolistas de Peñarol en ser seleccionados fueron Alfredo Granja, John Harley y Piendibene el 30 de agosto de 1914 por la Copa "Premio de Honor" en un partido contra Argentina. En el mismo sentido, el plantel que se consagró campeón de la primera Copa Mundial de Fútbol de la historia en 1930, tuvo entre sus integrantes a cinco jugadores de Peñarol: el arquero Miguel Capuccini; el defensa Anselmo; y los volantes Lorenzo Fernández, Álvaro Gestido y Carlos Riolfo Secco. Asimismo, el equipo campeón de la Copa del Mundo de 1950 contó con la presencia de nueve miembros del plantel de Peñarol: el arquero Roque Gastón Máspoli; los defensores Juan Carlos González y Washington Ortuño; los delanteros Ernesto Vidal, Julio Britos, Óscar Míguez y Alcides Ghiggia; y los mediocampistas Juan Alberto Schiaffino y Obdulio Varela. Schiaffino y Ghiggia fueron además los autores de los dos tantos en el Maracanazo, el recordado encuentro final del torneo frente a Brasil. Además, la institución fue la única de su país en haber representado a la selección uruguaya en todos los mundiales que esta ha disputado a excepción de la edición 2014, aunque no ha tenido representación en la Selección que obtuvo la medalla de oro de los Juegos Olímpicos de 1924.

## Entrenadores
Referencias:

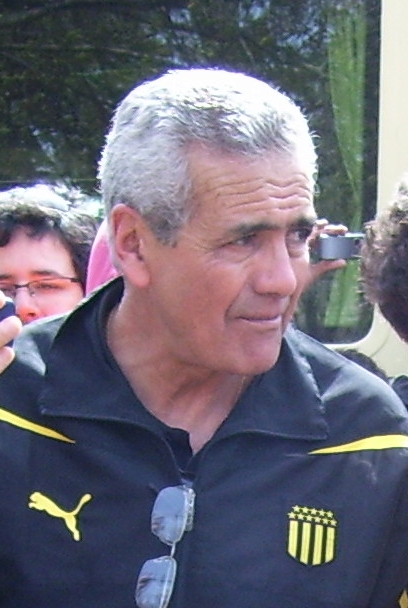
Gregorio Pérez dirigió al club en cinco oportunidades.

Mientras que no hay datos certeros de la cronología de los entrenadores en la era amateur, Peñarol ha tenido un total de 62 entrenadores de fútbol a lo largo de la era profesional del fútbol uruguayo. El primero de estos fue Leonardo de Luca, que dirigió al equipo durante dos años en los que consiguió el primer campeonato uruguayo profesional de la historia.
De los 64 entrenadores que ha tenido el club una amplía mayoría, 54, han sido uruguayos. Entre el resto se encuentran dos húngaros (Emérico Hirschl y Bela Guttman), dos escoceses (John Harley y Randolph Galloway), un serbio (Ljupko Petrović), dos brasileños (Osvaldo Brandao y Dino Sani), un chileno (Mario Tuane), y dos argentinos (Jorge Kistenmacher y César Luis Menotti).
Hugo Bagnulo y Gregorio Pérez han estado al cargo de la institución por más temporadas, habiendo dirigido al club durante ocho temporadas durante distintos períodos, cuatro en el caso de Bagnulo y cinco para Pérez. Por otro lado, el más longevo en un período fue Athuel Velásquez, que se mantuvo cinco años consecutivos en el cargo entre 1935 y 1940. A su vez, Bagnulo, es el entrenador que más campeonatos uruguayos consiguió con cinco títulos, mientras que en la segunda posición están Athuel Velásquez y Gregorio Pérez con cuatro cada uno. En el ámbito internacional, el uruguayo Roberto Scarone tiene en su haber dos Copas Libertadores y una Intercontinental con Peñarol.

## Palmarés

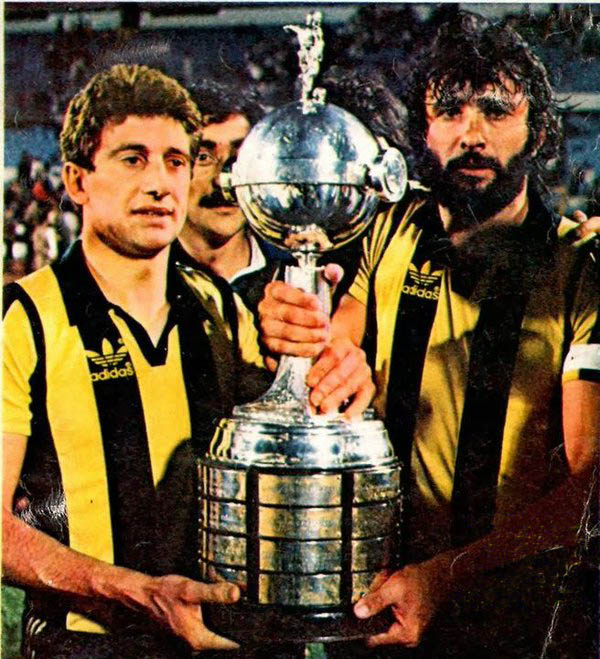
Fernando Morena y Walter Olivera con la Copa Libertadores ganada en 1982.

Peñarol es uno de los clubes que ha ganado más títulos oficiales a nivel local con ciento cincuenta y siete divididos en 141 a nivel nacional y 16 a nivel internacional, entre los cuales 9 fueron organizados por Conmebol y FIFA, mientras que 5 fueron organizados conjuntamente entre AFA y AUF. Además, se menciona un título organizado por la IFA y otro organizado en conjunto por la FMRF y la CAF, los cuales están en investigación sobre su carácter oficial.
Nota: en negrita competiciones vigentes en la actualidad. Indicado el récord del torneo  y el compartido 
Torneos nacionales (144)
| Competiciones nacionales                  | Competiciones nacionales | Títulos | Subcampeonatos |
| ----------------------------------------- | ------------------------ | --- | --- |
| Campeonato Uruguayo                       | 52                       | 1900, 1901, 1905, 1907, 1911, 1918, 1921, 1928, 1929, 1932, 1935, 1936, 1937, 1938, 1944, 1945, 1949, 1951, 1953, 1954, 1958, 1959, 1960, 1961, 1962, 1964, 1965, 1967, 1968, 1973, 1974, 1975, 1978, 1979, 1981, 1982, 1985, 1986, 1993, 1994, 1995, 1996, 1997, 1999, 2003, 2009-10, 2012-13, 2015-16, 2017, 2018, 2021, 2024. | 1902, 1903, 1906, 1909, 1910, 1912, 1914, 1915, 1916, 1917, 1920, 1927, 1933, 1934, 1939, 1941, 1942, 1943, 1946, 1950, 1952, 1955, 1956, 1957, 1963, 1966, 1969, 1970, 1971, 1972, 1976, 1977, 1984, 1988, 1998, 2000, 2006-07, 2007-08, 2011-12, 2014-15, 2019, 2023. (42) |
| Torneo Apertura                           | 7                        | 1995, 1996, 2012-13, 2015-16, 2019, 2023, 2024. | 2001, 2002, 2003, 2006-07, 2018. (5) |
| Torneo Clausura                           | 11                       | 1994, 1999, 2000, 2003, 2007-08, 2009-10, 2015, 2017, 2018, 2021, 2024 | 1995, 1997, 2002, 2006-07, 2012-13, 2013-14, 2015-16, 2019, 2020. (9) |
| Torneo Intermedio                         | 1                        | 2025. | 2024. (1) |
| Supercopa Uruguaya                        | 2                        | 2018, 2022. | 2019. (1) |
| Torneo de la FUF                          | 1                        | 1924. | |
| Torneo del Consejo Provisorio (Serie "A") | 1                        | 1926. | |
| Torneo de Honor                           | 11                       | 1944, 1945, 1947, 1949, 1950, 1951, 1952, 1953, 1956, 1964, 1967. | |
| Torneo Competencia                        | 11                       | 1936, 1941, 1943, 1946, 1947, 1949, 1951, 1953, 1956, 1957, 1986. | 1944, 1945, 1948, 1950, 1952, 1988. (6) |
| Liguilla Pre-Libertadores de América      | 12                       | 1974, 1975, 1977, 1978, 1980, 1984, 1985, 1986, 1988, 1994, 1997, 2004. | |
| Torneo Cuadrangular                       | 5                        | 1959, 1960, 1963, 1966, 1968. | |
| Copa Competencia                          | 8                        | 1901, 1902, 1904, 1905, 1907, 1909, 1910, 1916. | |
| Copa de Honor                             | 4                        | 1907, 1909, 1911, 1918. | |
| Torneo Artigas - Copa Casa de Catalina    | 3                        | 1909, 1910, 1911 | |
| Liga Mayor                                | 1                        | 1978. | 1976, 1977. (2) |
| Copa Albion de Caridad                    | 3                        | 1916, 1917, 1921. | |
| Torneo Clasificatorio                     | 2                        | 2001, 2002. | |
| Torneo Especial                           | 1                        | 1929. | |
| Torneo Campeones Sudamericanos Juveniles  | 1                        | 1954. | |
| Campeonato Especial                       | 1                        | 1968. | |
| Torneo de la República                    | 1                        | 1979. | |
| Torneo Montevideo                         | 1                        | 1980. | |
| Torneo Colombes                           | 1                        | 1980. | |
| Torneo Copa de Oro                        | 1                        | 1982. | |
| Torneo Prensa Deportiva                   | 1                        | 1983. | |
| Torneo 60.º Aniversario de Colombes       | 1                        | 1984. | |

Torneos internacionales (16)
| Competiciones internacionales             | Competiciones internacionales | Títulos                       | Subcampeonatos                    | Subcampeonatos |
| ----------------------------------------- | ----------------------------- | ----------------------------- | --------------------------------- | -------------- |
| Copa Intercontinental                     | 3                             | 1961, 1966, 1982.             | 1960, 1987. (2)                   | [ n 1 ]        |
| Copa Libertadores de América              | 5                             | 1960, 1961, 1966, 1982, 1987. | 1962, 1965, 1970, 1983, 2011. (5) | [ n 1 ]        |
| Supercopa de Campeones Intercontinentales | 1                             | 1969.                         |                                   | [ n 1 ]        |
| Copa Conmebol                             | 0                             |                               | 1993, 1994. (2)                   | [ n 1 ]        |
|                                           |                               |                               |                                   |                |
| Copa de Honor Cusenier                    | 3                             | 1909, 1911, 1918.             | 1907. (1)                         | [ n 2 ]        |
| Cup Tie Competition                       | 1                             | 1916.                         | 1904, 1905, 1907, 1909. (4)       | [ n 2 ]        |
| Copa Dr. Ricardo C. Aldao                 | 1                             | 1928.                         | 1918, 1936, 1937, 1938, 1945. (5) | [ n 2 ]        |
|                                           |                               |                               |                                   |                |
| IFA Shield                                | 1                             | 1985.                         |                                   | [ n 3 ]        |
| Trofeo Mohamed V                          | 1                             | 1974.                         |                                   | [ n 4 ]        |

Torneos internacionales juveniles (1)
| Competiciones internacionales | Competiciones internacionales | Títulos | Subcampeonatos | Subcampeonatos |
| ----------------------------- | ----------------------------- | ------- | -------------- | -------------- |
| Copa Libertadores Sub-20      | 1                             | 2022.   |                |                |
| Copa Intercontinental Sub-20  | 0                             |         | 2022. (1)      |                |

## Club Sudamericano delsigloXXsegún la IFFHS

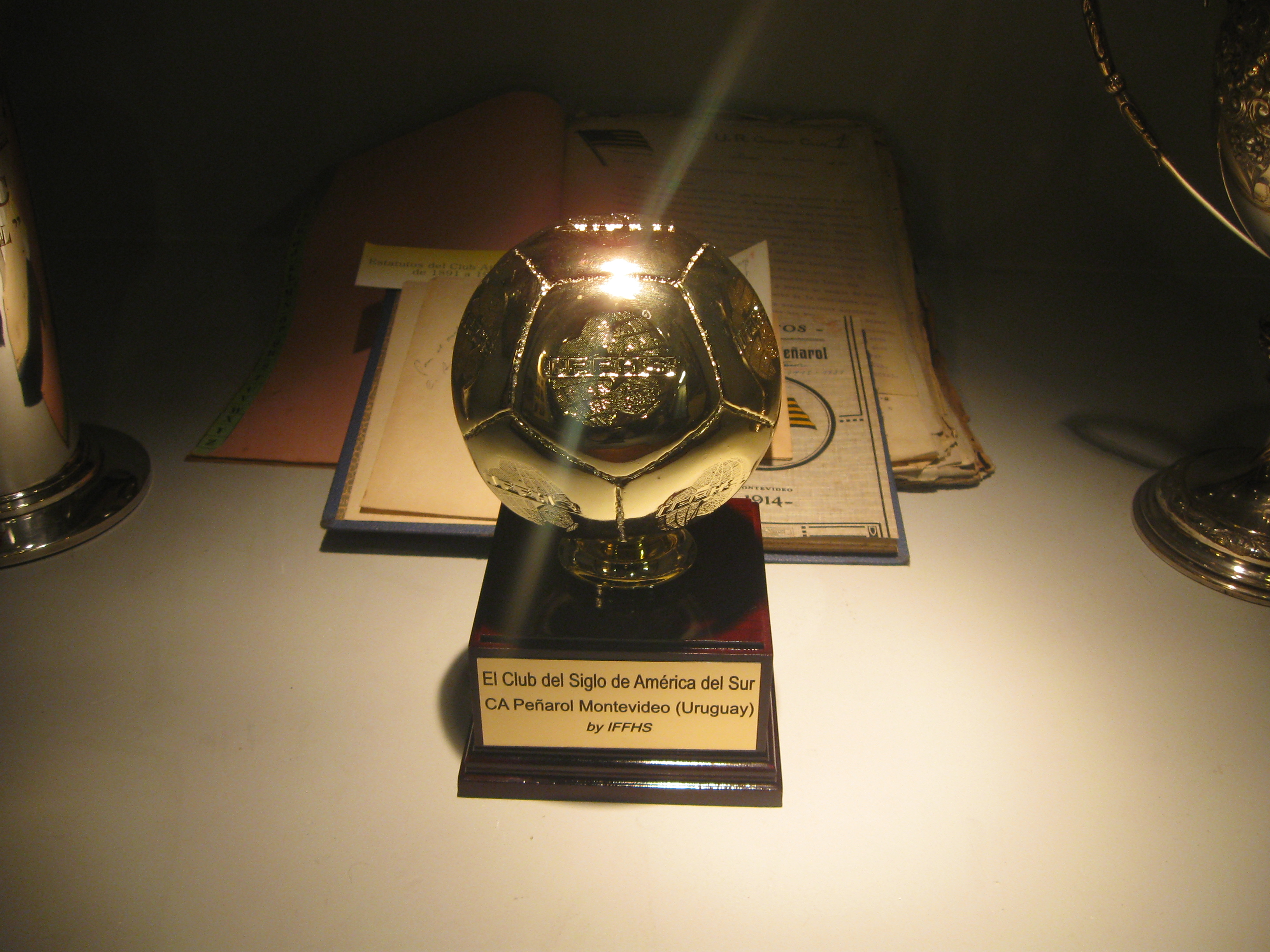
Trofeo entregado por la IFFHS.

En el año 2009 la Federación Internacional de Historia y Estadística de Fútbol dio a conocer los resultados de un estudio que determinó los mejores clubes sudamericanos del siglo XX. El ganador fue Peñarol, seguido por Independiente de Argentina.
La IFFHS explica que "al igual que para Europa y los demás continentes, la IFFHS ha determinado 'El Club del Siglo de América del Sur' y con él, se incluye el ranking continental del siglo XX a partir exclusivamente de los resultados de las competiciones continentales de clubes. Las competiciones nacionales se limitan a ser un requisito previo para optar a las competiciones de clubes continentales. Las seis décadas antes de la introducción de la Copa Libertadores no podían ser ignoradas, donde la primera mitad del siglo XX ha estado dominada por el juego de argentinos y uruguayos. A su vez, la Copa Ricardo Aldao, que se disputó desde 1916 a 1947 —aunque no anualmente—, la Copa de Campeones (1948) y la Copa del Atlántico de Clubes (1956) también han sido tenidas en cuenta. En los dos últimos torneos mencionados el desarrollo del nivel de juego de los clubes brasileños era una de las características".
Los 10 mejores clubes sudamericanos del siglo XX según la IFFHS:
| Pos. | Equipo          | País      | Pts.   |
| ---- | --------------- | --------- | ------ |
| 1    | Peñarol         | Uruguay   | 531,00 |
| 2    | Independiente   | Argentina | 426,50 |
| 3    | Nacional        | Uruguay   | 414,00 |
| 4    | River Plate     | Argentina | 404,25 |
| 5    | Olimpia         | Paraguay  | 337,00 |
| 6    | Boca Juniors    | Argentina | 312,00 |
| 7    | Cruzeiro        | Brasil    | 295,50 |
| 8    | São Paulo       | Brasil    | 242,00 |
| 9    | América de Cali | Colombia  | 220,00 |
| 10   | Palmeiras       | Brasil    | 213,00 |

## Peñarol en la cultura popular
Filatelia
- El Correo Uruguayo ha emitido varios sellos conmemorativos hacia algunos logros deportivos del club.

Filmografía
- A comienzos de octubre de 2011 se estrenó en Uruguay Manyas, la película, un documental sobre la hinchada de Peñarol. Dirigido por Andrés Benvenuto y con la producción de Kafka Films y Sacromonte, el filme relata testiomonios y experiencias de diversos hinchas del país, con opiniones de diversos periodistas del mundo futbolístico. Además, cuenta con el punto de vista de psicólogos y políticos uruguayos que dan su parecer y sus visiones sobre la hinchada de Peñarol.[143] La película fue declarada como interés cultural del Ministerio de Educación de Cultura de Uruguay, además de ser considerada de interés ministerial por el Ministerio de Turismo y Deporte.[143] A su vez, impuso un nuevo récord de taquilla al convertirse en el filme uruguayo con mayor apertura,[144] habiendo vendido 13 000 entradas en su primer fin de semana[145] y 30 000 en sus primeros quince días.[146]

Influencia en clubes
- Varios clubes de la región tomaron o el nombre o los colores de Peñarol.
- Cuando Peñarol y Central se desafiliaron de la AUF y fundaron la Federación Uruguaya de Football, que organizaría sus propios campeonatos de manera paralela a los de la AUF, se inscribieron varios equipos nuevos surgidos en honor a Peñarol, como "Peñarol del Plata", "Roland Moor" o "Roberto Chery Montevideo".

Recorridas
- Es habitual que en el día del patrimonio, se realicen viajes en tren hacia la terminal del barrio Peñarol, recorriendo lugares vinculados con la historia de la zona y del club.[147][148]

## Otras ramas deportivas

### Fútbol femenino
Oficia de local en el Estadio José Pedro Damiani. Disputa la Primera división del Campeonato Uruguayo de Fútbol. Se coronó campeón tres oportunidades consecutivas: 2017, 2018, 2019 y 2024.
En 2012 disputó su primer Campeonato Uruguayo. En 2017 se consagró campeón del Campeonato Uruguayo de Fútbol Femenino, luego de ganar el Torneo Apertura y ser primero en la Tabla Anual. De esta manera le cortó el quinquenio a Colón, obtuvo el primer campeonato en la categoría mayores desde que compite en AUF. y le disputó por primera vez la Copa Libertadores Femenina en 2018 logrando una victoria y dos derrotas en la misma, logrando la 9° posición en el torneo.
En 2018 el club logró el bicampeonato tras derrotar en finales a Colón 1-0 y 2-2, y la clasificación a Copa Libertadores Femenina 2019. En el campeonato de 2019 logró el tricampeonato tras consagrarse campeón en los torneos Apertura y clausura de ese año, clasificándose a la Copa Libertadores Femenina 2020, dispuando la misma en 2021.
Torneos
| Torneos nacionales       | Torneos nacionales           | Torneos nacionales |
| ------------------------ | ---------------------------- | ------------------ |
| Competición              | Títulos                      | Subcampeonatos     |
| Campeonato Uruguayo (5): | 2017, 2018, 2019, 2020, 2023 |                    |
| Torneo Apertura (2):     | 2017, 2019,                  |                    |
| Torneo Clausura (2):     | 2018, 2019                   |                    |

Participación en Copa Libertadores de América Femenina: 2018, 2019, 2020, 2024

### Baloncesto
Los primeros antecedentes de la rama de baloncesto del Club Atlético Peñarol datan de fines de los años 1920 con la formación del Club Piratas, entidad que en 1931 se transformó en Peñarol. Su debut en competencias oficiales aconteció en 1940, año en el que ingresó a la cuarta división de ascenso del baloncesto uruguayo. En los años posteriores el club logró ascender de forma consecutiva hasta debutar en primera división en 1943, temporada en la que bajó la dirección de Ramón Esnal se ubicó en la tercera posición. Al año siguiente, Peñarol se coronó por primera vez campeón del Torneo Federal de Primera División, certamen que agrupó a los principales clubes de baloncesto de la ciudad de Montevideo, que en el año 2003 fue reemplazada por la Liga Uruguaya de Básquetbol.
En 1945, Peñarol fue uno de los clubes que decidieron desafiliarse de la Federación Uruguaya de Basketball a fin de establecer un campeonato paralelo de carácter profesional. No obstante, tras el fracaso de este proyecto volvió a integrarse a la federación en 1947. Posteriormente, en 1952 Peñarol se consagró nuevamente campeón del Torneo Federal, así como del Torneo de Invierno en 1953 y 1955. Después de atravesar un mal período en el plano deportivo, que incluyó un descenso en 1968, en los años 1970 el club volvió a obtener buenos resultados al adjudicarse los campeonatos de 1973, 1978 y 1979, este último el primer campeonato profesional del baloncesto uruguayo. En 1982 la sección de baloncesto tuvo la mejor temporada de su historia luego de adjudicarse el Torneo Federal, el Torneo de Invierno y en 1983 el Campeonato Sudamericano de Clubes Campeones. Sin embargo, en 1985 el club descendió de categoría comenzando así una serie de malos resultados que junto a los problemas económicos por los que atravesó la institución propiciaron la desafiliación definitiva del club en 1997. Dos décadas más tarde, en 2018, regresa para competir en Divisional Tercera de Ascenso, logrando ascender a El Metro de manera invicta.

### Ciclismo
La rama de ciclismo de Peñarol ha participado de la Vuelta Ciclista del Uruguay desde que ésta se comenzara a correr en 1939. En sus primeras actuaciones el club realizó buenas presentaciones. La primera consagración de un ciclista bajo la camiseta de Peñarol ocurrió en la 9.ª edición, en 1952, cuando Dante Sudatti finalizó primero con un tiempo de 48 horas 38 minutos y 38 segundos. Los ciclistas del club se adjudicaron la categoría individual consecutivamente entre 1953 y 1956, este último año además el club se consagró por primera vez campeón por equipos.[cita requerida]
Tras consagrarse nuevamente primero por equipos en 1959, el club entró en un mal período en el que, salvo en 1964 y 1989, no se realizaron buenas presentaciones. No obstante, en 1990 y 1991 el club obtuvo consecutivamente el primer lugar tanto en la categoría individual (Federico Moreira) como en la de equipos.[cita requerida]
Al margen de la Vuelta del Uruguay, Peñarol se ha adjudicado otras importantes competencias ciclísticas, entre las que destaca la obtención de las Rutas de América por José María Orlando en 1990.

### Cricket
A partir de 2019 el club agregó una nueva sección de cricket y comenzó a disputar la Liga Uruguaya de Cricket.

### Futsal
La práctica de fútbol de salón en el Peñarol data de 1968. Durante sus primeras décadas el equipo obtuvo importante triunfos a nivel nacional e internacional, entre los que destaca la obtención del Campeonato Mundial Interclubes en 1987.[cita requerida]
Tras la estructuración del fútbol de salón por parte de la FIFA en 1995, Peñarol comenzó a competir en los campeonatos oficiales organizados por la AUF. Peñarol obtuvo el Campeonato Uruguayo en los primeros tres años en que se disputó, desde 1995 a 1997, además de ganar el torneo en 1999. Por otra parte, luego obtuvo un solo campeonato en los siguientes diez años, pero volvió a tener mejores rendimientos, obteniendo nuevamente un tricampeonato luego de salir Campeón Uruguayo en 2010, 2011 y 2012. Más adelante obtendría un sextete tras consagrarse campeón 2019, 2020, 2021, 2022, 2023, 2024. A nivel internacional se consagraría campeón de la Copa Libertadores de Futsal en 2025, tras haber salido subcampeón en 2022 y tercero en 2024.
Torneos locales
| Liga Uruguaya de Fútbol Sala                  | Liga Uruguaya de Fútbol Sala                                                              | Liga Uruguaya de Fútbol Sala |
| --------------------------------------------- | ----------------------------------------------------------------------------------------- | ---------------------------- |
| Competición                                   | Títulos                                                                                   |                              |
| Liga Uruguaya de Fútbol Sala (15):            | 1995, 1996, 1997, 1999, 2004, 2010, 2011, 2012, 2014, 2019, 2020, 2021, 2022, 2023, 2024. |                              |
| Torneo Apertura (5):                          | 2002, 2004, 2010, 2011, 2012                                                              |                              |
| Torneo Clausura (4):                          | 2005, 2010, 2011, 2012                                                                    |                              |
| Campeonato Metropolitano (2):                 | 2003, 2012                                                                                |                              |
| Copa de Honor (Liguilla Pre Libertadores) (1) | 2007                                                                                      |                              |

Torneos internacionales
| Competencias internacionales      | Competencias internacionales | Competencias internacionales |
| --------------------------------- | ---------------------------- | ---------------------------- |
| Competición                       | Títulos                      | Subtítulos                   |
| Copa Libertadores de Futsal (1/1) | 2025                         | 2022                         |

### Fútbol playa
En enero de 2013 Peñarol inauguró oficialmente su rama de fútbol playa. Diego Monserrat, arquero de la Selección Uruguaya por muchos años, fue el primer entrenador de la institución en la disciplina, mientras que el guardameta Felipe Fernández fue designado como el primer capitán del club en este deporte. En la segunda mitad de ese mes Peñarol ganó uno de los tres grupos de cinco equipos que formaron parte del clasificatorio a la "Super Liga", nombre por el cual se conoce al Campeonato Uruguayo de la disciplina. Luego de triunfar en cuartos de final y en semifinales, Peñarol fue declarado campeón de aquel torneo sin necesidad de una final luego de que se suspendiera la otra semifinal. En el mes de noviembre de ese mismo año, debutó en el Mundialito de Clubes. Además se consagró campeón en enero de 2014 del torneo promocional de fútbol playa, venciendo en todos los partidos que disputó.
Torneos
| Liga Uruguaya de Fútbol Playa      | Liga Uruguaya de Fútbol Playa | Liga Uruguaya de Fútbol Playa |
| ---------------------------------- | ----------------------------- | ----------------------------- |
| Competición                        | Títulos                       |                               |
| Liga Uruguaya de Fútbol Playa (2): | 2013, 2014                    |                               |

### Rugby
Peñarol Rugby la franquicia nació en noviembre de 2019 como miembro uruguayo de la Súper Liga Americana, proyecto de Sudamérica Rugby para profesionalizar el rugby en el continente y con apoyo económico de World Rugby. El equipo pertenece a la Unión de Rugby del Uruguay, quien afronta los gastos y el Club Atlético Peñarol concede su nombre a la franquicia, además de aportar un capital inicial a cambio de una cuota de las ganancias obtenidas, por lo que su aparición no implicará un gasto para el club.
Para la primera edición de la Súper Liga Americana, Uruguay tendrá un solo representante. Se postularon Peñarol y Nacional para obtener la franquicia, pero Sudamérica Rugby apostó por el aurinegro porque las negociaciones estaban más encaminadas.
El primer partido de la historia de Peñarol en rugby fue un amistoso contra Corinthians de Brasil, disputado en febrero de 2020, con victoria por 45-14. Fue finalista de la SLAR en 2021 (cayó derrotado ante Jaguares XV 36-28) y en 2022 se coronó campeón continental tras ganarle 24-13 a Selknam de Chile.
En mayo de 2023 derrotó al equipo de Black Lions de Georgia, Campeón de la edición 2022 de la Rugby Europe Super Cup, coronándose campeón del torneo Desafío de Campeones de América y Europa.
| Organizados por: Sudamérica Rugby (SAR ) y World Rugby | Organizados por: Sudamérica Rugby (SAR ) y World Rugby | Organizados por: Sudamérica Rugby (SAR ) y World Rugby |
| ------------------------------------------------------ | ------------------------------------------------------ | ------------------------------------------------------ |
| Competición Internacional                              | Títulos                                                | Subtítulos                                             |
| Super Rugby Americas                                   | 2022, 2023, 2025                                       | 2021                                                   |
| Challenge Cup of the Americas                          |                                                        | 2022                                                   |

### Voleibol
En 2019 Peñarol creó un equipo de vóley femenino, participando en “Livosur” en la divisional “C”, hasta la fecha de hoy “21/04/2019” vienen jugando 4 partidos y ganando los mismos 3-0 todos.

### Deportes electrónicos
Peñarol cuenta con una sección de deportes electrónicos, con equipos que compiten en las ligas de FIFA y League of Legends organizadas por la Federación Uruguaya de Fútbol Virtual.

### Games of the Future
El club cuenta con una sección que compite en los denominados juegos del futuro, son eventos multideportivo  que se basa en el concepto de deportes físicos y digitales, en variedad de deportes. A nivel de futbol se disputa inicialmente de forma digital, en la modalidad de EAFC 2024 en un partido de 2 vs 2 en consola PlayStation 5 y con ese marcador se inicia en una cancha de césped sintético 5 vs 5.
En la primera edición del evento deportivo realizado en la ciudad rusa de Kazán. Peñarol se consagraria campeón en la sección de futbol. Venciendo al conjunto ruso Lokomotiv con un resultado de 6-5. Superando anteriormente de la final a FC Vista también de Rusia 11-6, a Besiktas de Turquía 12-4, Team CMR  de Camerún 11-3, en semifinales Quetzales  de México 7-5.